# Netflix
Netflix Inc. (/ˈnɛtflɪks/) là dịch vụ truyền dữ liệu video theo yêu cầu trên toàn cầu và cho thuê DVD trả phí tại Hoa Kỳ, nơi DVD và đĩa Blu-ray được gửi thông qua thư điện tử bởi Permit Reply Mail. Công ty thành lập vào năm 1997 và có trụ sở tại Los Gatos, California. Công ty bắt đầu dịch vụ đăng ký trả phí từ năm 1999. Tính đến năm 2009, Netflix sở hữu tập hợp 100.000 tựa phim DVD và hơn 10 triệu lượt người đăng ký.
Vào ngày 25 tháng 2 năm 2007, Netflix phân phối đĩa DVD thứ 1 tỷ. Tính đến giữa tháng 4 năm 2021, Netflix báo cáo có hơn 208 triệu lượt người sử dụng trên toàn cầu, bao gồm 73 triệu người dùng tại Hoa Kỳ và Canada. Công ty lần đầu đưa ra dịch vụ truyền dữ liệu tại thị trường quốc tế vào năm 2010 và tiếp tục mở rộng sang 130 quốc gia tính đến tháng 1 năm 2016, trong đó có Việt Nam.

## Lịch sử

### Cơ sở
Netflix được thành lập vào ngày 29 tháng 8 năm 1997, tại Thung lũng Scotts, California, bởi Marc Randolph và Reed Hastings. Randolph làm giám đốc tiếp thị cho công ty của Pureings, Pure Atria. Randolph là người đồng sáng lập MicroWarehouse, một công ty đặt hàng qua máy tính và sau đó được Borland International tuyển dụng làm phó chủ tịch tiếp thị. Hastings, một nhà khoa học và nhà toán học máy tính, đã bán Pure Atria cho Tập đoàn phần mềm Rational vào năm 1997 với giá 700 triệu đô la trong vụ mua lại lớn nhất trong lịch sử Thung lũng Silicon. Họ đã nảy ra ý tưởng cho Netflix khi đi lại giữa nhà của họ ở Santa Cruz và trụ sở của Pure Atria ở Sunnyvale trong khi chờ các cơ quan quản lý của chính phủ phê duyệt việc sáp nhập,  mặc dù Hastings đã đưa ra nhiều cách giải thích khác nhau về cách tạo ra ý tưởng.
Hastings đã đầu tư 2,5 triệu đô la tiền mặt khởi nghiệp cho Netflix. Randolph ngưỡng mộ công ty thương mại điện tử non trẻ Amazon và muốn tìm một danh mục lớn các mặt hàng xách tay để bán qua Internet bằng cách sử dụng một mô hình tương tự. Họ đã cân nhắc và từ chối việc bán và cho thuê băng VHS vì chúng quá đắt để dự trữ và quá mỏng mảnh để vận chuyển. Khi họ nghe nói về DVD, lần đầu tiên được giới thiệu tại Mỹ vào ngày 24 tháng 3 năm 1997,  họ đã thử nghiệm mô hình bán hoặc cho thuê DVD qua đường bưu điện, bằng cách gởi một đĩa DVD đến nhà Hastings ở Santa Cruz. Khi chiếc đĩa được vận chuyển đến nơi nguyên vẹn, họ quyết định tham gia vào ngành công nghiệp bán và cho thuê video tại gia trị giá 16 tỷ USD. Hastings thường được cho rằng đã chia sẻ ông quyết định bắt đầu Netflix sau khi bị phạt 40 đô la tại một cửa hàng Blockbuster vì đã trả lại băng phim Apollo 13 trễ hẹn, thông tin này sau đó đã được Randolph bác bỏ.
Netflix được ra mắt vào ngày 14 tháng 4 năm 1998, đây là cửa hàng cho thuê DVD trực tuyến đầu tiên trên thế giới, lúc đầu chỉ có 30 nhân viên và 925 tựa phim có sẵn, gần như toàn bộ danh mục DVD được in vào thời điểm đó, thông qua mô hình trả tiền cho mỗi lần thuê với tỷ lệ và ngày đáo hạn tương tự như đối thủ truyền thống, Blockbuster.

### Phí thành viên, ưu đãi mua lại Blockbuster, bắt đầu tăng trưởng
Netflix đã giới thiệu khái niệm đăng ký hàng tháng vào tháng 9 năm 1999, và sau đó từ bỏ mô hình cho thuê một lần vào đầu năm 2000. Kể từ đó (xem chi tiết kỹ thuật của Netflix), công ty đã xây dựng danh tiếng của mình về mô hình kinh doanh với mức phí cố định cho thuê không giới hạn mà không có ngày đáo hạn, phí trễ, phí vận chuyển và xử lý, hoặc phí thuê theo tiêu đề.
Vào năm 2000, khi Netflix chỉ có khoảng 300.000 người đăng ký và dựa vào Dịch vụ Bưu chính Hoa Kỳ để chuyển DVD, họ đã mất tiền và đề nghị được Blockbuster mua lại với giá 50 triệu đô la. Họ đề xuất rằng Netflix, được đổi tên thành Blockbuster.com, sẽ xử lý việc kinh doanh trực tuyến, trong khi Blockbuster sẽ chăm sóc các đĩa DVD, khiến chúng ít phụ thuộc vào Dịch vụ Bưu chính Hoa Kỳ. Lời đề nghị đã bị từ chối.
Mặc dù họ đã trải qua sự tăng trưởng nhanh vào đầu năm 2001, cả vụ nổ bong bóng dot-com và vụ tấn công ngày 11 tháng 9 sẽ xảy ra vào cuối năm đó, ảnh hưởng xấu đến công ty và buộc họ phải sa thải một phần ba trong số 120 nhân viên của họ. Tuy nhiên, doanh số của các đầu đĩa DVD cuối cùng đã giảm khi chúng trở nên có giá phải chăng hơn, được bán với giá khoảng 200 đô la vào khoảng thời gian Lễ Tạ ơn, trở thành một trong những món quà Giáng sinh phổ biến nhất năm đó. Đến đầu năm 2002, Netflix đã chứng kiến sự gia tăng lớn trong hoạt động kinh doanh thuê bao của họ.
Netflix đã bắt đầu chào bán cổ phiếu lần đầu ra công chúng (IPO) vào ngày 29 tháng 5 năm 2002, bán 5,5 triệu cổ phiếu cổ phiếu phổ thông với mức giá 15 đô la Mỹ mỗi cổ phiếu. Vào ngày 14 tháng 6 năm 2002, công ty đã bán thêm 825.000 cổ phiếu cổ phiếu phổ thông với cùng giá. Sau khi chịu những khoản lỗ đáng kể trong vài năm đầu tiên, Netflix đã công bố lợi nhuận đầu tiên trong năm tài chính 2003, kiếm được 6,5 triệu đô la lợi nhuận trên doanh thu là 272 triệu đô la Mỹ. Năm 2005, 35.000 bộ phim khác nhau đã có sẵn và Netflix đã vận chuyển 1 triệu đĩa DVD mỗi ngày.
Randolph, một nhà sản xuất và thành viên hội đồng quản trị của Netflix, đã nghỉ hưu từ công ty vào năm 2004.
Netflix đã bị kiện vào năm 2004 vì quảng cáo sai liên quan đến khiếu nại về "cho thuê không giới hạn" với "giao hàng một ngày".

### Video theo yêu cầu, doanh số DVD giảm, mở rộng toàn cầu
Trong một thời gian, công ty đã cân nhắc việc cung cấp phim trực tuyến, nhưng chỉ đến giữa những năm 2000, tốc độ dữ liệu và chi phí băng thông đã được cải thiện đủ để cho phép khách hàng tải phim từ mạng. Ý tưởng ban đầu là một "hộp Netflix" có thể tải phim qua đêm và sẵn sàng xem vào ngày hôm sau. Đến năm 2005, họ đã mua bản quyền phim và thiết kế hộp và dịch vụ, và sẵn sàng ra mắt công chúng với nó. Nhưng sau khi khám phá YouTube và chứng kiến các dịch vụ phát trực tuyến phổ biến mặc dù thiếu nội dung độ nét cao, khái niệm sử dụng thiết bị phần cứng đã bị loại bỏ và thay vào đó là một khái niệm phát trực tuyến, một dự án đã hoàn thành vào năm 2007
Netflix đã phát triển và duy trì một hệ thống đề xuất video được cá nhân hóa rộng rãi dựa trên xếp hạng và đánh giá của khách hàng. Vào ngày 1 tháng 10 năm 2006, Netflix đã trao giải thưởng trị giá 1.000.000 đô la cho nhà phát triển đầu tiên của thuật toán đề xuất video có thể đánh bại thuật toán hiện tại Cinematch, với dự đoán xếp hạng của khách hàng hơn 10%.
Vào tháng 2 năm 2007, công ty đã phân phối DVD thứ một tỷ,  và bắt đầu tránh xa mô hình kinh doanh cốt lõi ban đầu của DVD, bằng cách giới thiệu video theo yêu cầu thông qua Internet. Netflix tăng trưởng khi doanh số DVD giảm từ năm 2006 đến năm 2011.
Một yếu tố đóng góp khác cho thành công cho thuê DVD trực tuyến của công ty là họ có thể cung cấp nhiều lựa chọn tiêu đề phim lớn hơn nhiều so với các cửa hàng cho thuê của Blockbuster. Nhưng khi họ bắt đầu cung cấp nội dung phát trực tuyến miễn phí cho các thuê bao của mình vào năm 2007, họ có thể cung cấp không quá 1000 phim và chương trình TV, chỉ bằng 1% so với hơn 100.000 đầu DVD khác nhau. Tuy nhiên, khi mức độ phổ biến ngày càng tăng, số lượng phim có sẵn để phát trực tuyến cũng tăng lên và đã đạt 12.000 phim và chương trình vào tháng 6 năm 2009. Một trong những điều quan trọng về Netflix là nó có một hệ thống đề xuất được gọi là cinematch, không chỉ khiến người xem vẫn gắn bó với dịch vụ, bằng cách tạo ra chi phí chuyển đổi, nhưng nó cũng đưa ra những bộ phim bị đánh giá thấp để khách hàng cũng có thể xem những bộ phim đó từ đề xuất của họ. Đây là một thuộc tính không chỉ mang lại lợi ích cho Netflix mà còn mang lại lợi ích cho người xem và các hãng phim nhỏ so với các hãng khác.
Vào tháng 1 năm 2013, Netflix đã báo cáo rằng họ đã thêm hai triệu khách hàng Hoa Kỳ trong quý IV năm 2012, với tổng số 27,1 triệu khách hàng phát trực tuyến tại Hoa Kỳ và 29,4 triệu khách hàng phát trực tuyến. Ngoài ra, doanh thu đã tăng 8% lên tới 945 triệu đô la trong cùng kỳ.  Con số đó tăng lên 36,3 triệu người đăng ký (29,2 triệu tại Hoa Kỳ) vào tháng 4 năm 2013.  Tính đến tháng 9 năm 2013, trong báo cáo quý ba năm đó, Netflix đã báo cáo tổng số người đăng ký phát trực tuyến toàn cầu ở mức 40,4 triệu (31,2 triệu tại Hoa Kỳ).  Đến quý IV năm 2013, Netflix đã báo cáo 33,1 triệu người đăng ký tại Hoa Kỳ. Đến tháng 9 năm 2014, Netflix đã có người đăng ký ở hơn 40 quốc gia, với ý định mở rộng dịch vụ của họ ở các quốc gia chưa được giải quyết.  Đến tháng 10 năm 2018, cơ sở khách hàng của Netflix đã đạt tới 137 triệu trên toàn thế giới, xác nhận thứ hạng của nó cho đến nay là dịch vụ video đăng ký trực tuyến lớn nhất thế giới.

### Netflix phát triển nội dung gốc
Netflix đã đóng một vai trò nổi bật trong phân phối phim độc lập. Thông qua bộ phận Red Envel Entertainment, Netflix đã cấp phép và phân phối các bộ phim độc lập như Sinh vào nhà thổ và Sherrybaby. Cuối năm 2006, Red Envel Entertainment cũng mở rộng sản xuất nội dung gốc với các nhà làm phim như John Waters. Netflix đã đóng cửa Red Envel Entertainment vào năm 2008, một phần để tránh cạnh tranh với các đối tác phòng thu của nó.

### Thống trị giải trí , hiện diện và tiếp tục tăng trưởng
Netflix đã là một trong những liên doanh dot-com thành công nhất. Vào tháng 9 năm 2002, Thời báo New York đã báo cáo rằng, vào thời điểm đó, Netflix đã gửi khoảng 190.000 đĩa mỗi ngày cho 670.000 người đăng ký hàng tháng.  Số lượng người đăng ký được công bố của công ty đã tăng từ một triệu trong quý IV năm 2002 lên khoảng 5,6 triệu vào cuối quý ba năm 2006, lên 14 triệu vào tháng 3 năm 2010. Sự tăng trưởng sớm của Netflix được thúc đẩy bởi sự lan truyền nhanh chóng của DVD người chơitrong các hộ gia đình; vào năm 2004, gần hai phần ba số nhà ở Hoa Kỳ có đầu đĩa DVD. Netflix tận dụng thành công của DVD và mở rộng nhanh chóng sang các gia đình ở Hoa Kỳ, tích hợp tiềm năng của Internet và thương mại điện tử để cung cấp các dịch vụ và danh mục mà các nhà bán lẻ trực tiếp không thể cạnh tranh. Netflix cũng vận hành một chương trình liên kết trực tuyến đã giúp xây dựng doanh số bán hàng trực tuyến cho thuê DVD. Công ty cung cấp thời gian nghỉ không giới hạn cho những người làm công ăn lương và cho phép nhân viên lấy bất kỳ số tiền lương nào của họ trong các lựa chọn cổ phiếu.
Đến năm 2010, kinh doanh trực tuyến của Netflix đã phát triển quá nhanh đến mức trong vòng vài tháng công ty đã chuyển từ các khách hàng phát triển nhanh nhất của Hoa Kỳ Bưu điện là dịch vụ hạng nhất với nguồn lớn nhất của Internet luồng giao thông ở Bắc Mỹ vào buổi tối. Vào tháng 11, nó đã bắt đầu cung cấp một dịch vụ phát trực tuyến độc lập tách biệt với dịch vụ cho thuê DVD.  Vào ngày 18 tháng 9 năm 2011, Netflix tuyên bố ý định đổi thương hiệu và tái cấu trúc dịch vụ cho thuê phương tiện truyền thông DVD của mình như một công ty con độc lập có tên Qwikster, tách dịch vụ cho thuê DVD và phát trực tuyến. Andy Rendich, cựu chiến binh Netflix 12 năm, từng là CEO của Qwikster. Qwikster sẽ mang các trò chơi video trong khi Netflix thì không.  Tuy nhiên, vào tháng 10 năm 2011, Netflix tuyên bố rằng họ sẽ giữ lại dịch vụ DVD của mình dưới tên Netflix và trên thực tế, sẽ không tạo ra Qwikster cho mục đích đó.
Vào tháng 4 năm 2011, Netflix có hơn 23 triệu người đăng ký tại Hoa Kỳ và hơn 26 triệu người trên toàn thế giới.  Vào tháng 7 năm 2011, Netflix đã thay đổi giá, tính phí khách hàng cho dịch vụ cho thuê thư và dịch vụ phát trực tuyến riêng. Điều này có nghĩa là tăng giá cho những khách hàng muốn tiếp tục nhận cả hai dịch vụ.  Vào ngày 24 tháng 10, Netflix đã công bố 800.000 người đăng ký tại Hoa Kỳ trong quý ba năm 2011, và nhiều khoản lỗ hơn dự kiến trong quý IV năm 2011. Tuy nhiên, thu nhập của Netflix đã tăng 63% trong quý ba năm 2011.  Lâu năm, tổng doanh thu kỹ thuật số cho Netflix đạt ít nhất 1,5 tỷ đô la. Vào ngày 26 tháng 1 năm 2012, Netflix đã thêm 610.000 người đăng ký tại Hoa Kỳ vào cuối quý IV năm 2011, tổng cộng 24,4 triệu người đăng ký tại Hoa Kỳ trong khoảng thời gian này.  Tuy nhiên, vào ngày 23 tháng 10, Netflix tuyên bố giảm 88% lợi nhuận trong quý thứ ba của năm.
Đã mở phong bì cho thuê Netflix chứa DVD của Coach Carter
Vào tháng 4 năm 2012, Netflix đã đệ trình lên Ủy ban bầu cử liên bang (FEC) để thành lập một ủy ban hành động chính trị (PAC) có tên FLIXPAC. Politico gọi PAC, có trụ sở tại Los Gatos, California, là "một công cụ chính trị khác nhằm thúc đẩy mạnh mẽ một tài sản ủng hộ trí tuệ, chương trình chống vi phạm bản quyền video".  Nhóm hackistist Anonymous đã kêu gọi tẩy chay Netflix sau tin tức này.  Người phát ngôn của Netflix, Joris Evers chỉ ra rằng PAC không được thiết lập để hỗ trợ Đạo luật chống vi phạm bản quyền trực tuyến (SOPA) và Đạo luật IP BẢO VỆ (PIPA), tweet rằng mục đích là "tham gia vào các vấn đề như tính trung lập ròng, giới hạn băng thông, UBB và VPPA".
Vào tháng 2 năm 2013, Netflix tuyên bố sẽ tổ chức lễ trao giải của riêng mình, The Flixies.  Vào ngày 13 tháng 3 năm 2013, Netflix đã công bố triển khai Facebook, cho phép người đăng ký tại Hoa Kỳ truy cập "Đã xem bởi bạn bè của bạn" và "Yêu thích của bạn bè" bằng cách đồng ý.  Điều này không hợp pháp cho đến khi Đạo luật bảo vệ quyền riêng tư video năm 1988 được sửa đổi vào đầu năm 2013.

### Tái lập thương hiệu và mở rộng quốc tế
Vào tháng 4 năm 2014, Netflix đã tiếp cận 50 triệu người đăng ký toàn cầu với thị phần phát trực tuyến video 32,3% tại Hoa Kỳ. Netflix hoạt động tại 41 quốc gia trên thế giới.  Vào tháng 6 năm 2014, Netflix đã tiết lộ một thương hiệu toàn cầu: một logo mới, sử dụng một kiểu chữ hiện đại với loại bỏ bóng đổ và giao diện người dùng trang web mới. Sự thay đổi đã gây tranh cãi; một số thích thiết kế tối giản mới, trong khi những người khác cảm thấy thoải mái hơn với giao diện cũ.  Vào tháng 7 năm 2014, Netflix đã vượt qua 50 triệu người đăng ký toàn cầu, với 36 triệu người trong số họ đang ở Hoa Kỳ.
Sau sự ra mắt của Daredevil vào tháng 4 năm 2015, giám đốc điều hành nội dung của Netflix Tracy Wright tuyên bố rằng Netflix đã thêm hỗ trợ cho mô tả âm thanh (bản tường thuật có mô tả âm thanh về các yếu tố hình ảnh chính cho người khiếm thị hoặc khiếm thị) và đã bắt đầu hoạt động với các đối tác của mình để thêm mô tả cho loạt ban đầu khác của nó theo thời gian.  Năm sau, như một phần của thỏa thuận với Hội đồng Người mù Hoa Kỳ, Netflix đã đồng ý cung cấp các mô tả cho loạt phim gốc trong vòng 30 ngày kể từ khi ra mắt, và thêm hỗ trợ trình đọc màn hình và khả năng duyệt nội dung bởi sự sẵn có của các mô tả.
Tại Triển lãm Điện tử tiêu dùng 2016, Netflix đã công bố mở rộng dịch vụ quốc tế lớn sang 150 quốc gia khác. Netflix đã thúc đẩy rằng với việc mở rộng này, giờ đây họ sẽ hoạt động ở hầu hết các quốc gia mà công ty có thể hoạt động hợp pháp hoặc hợp lý. Một ngoại lệ đáng chú ý là Trung Quốc, trích dẫn các rào cản vận hành Internet và dịch vụ truyền thông ở nước này do khí hậu pháp lý. Reed Hastings tuyên bố rằng công ty đang lên kế hoạch xây dựng mối quan hệ với các công ty truyền thông địa phương có thể đóng vai trò là đối tác để phân phối nội dung của mình ở trong nước (với mục tiêu tập trung chủ yếu vào nội dung ban đầu), nhưng tuyên bố rằng họ không vội vàng, và do đó có thể mất "nhiều năm".
Cũng trong tháng 1 năm 2016, Netflix tuyên bố sẽ bắt đầu chặn các mạng riêng ảo hoặc VPN.  Đồng thời, Netflix đã báo cáo 74,8 triệu người đăng ký và dự đoán sẽ tăng thêm 6,1 triệu vào tháng 3 năm 2016. Tăng trưởng đăng ký đã được thúc đẩy bởi sự mở rộng toàn cầu của nó.  Cuối năm nay, Netflix đã thêm một tính năng cho phép khách hàng tải xuống và phát các phim và chương trình chọn lọc khi ngoại tuyến.
Vào tháng 2 năm 2017, Netflix đã ký hợp đồng xuất bản âm nhạc với BMG Rights Management, nơi BMG sẽ giám sát các quyền bên ngoài Hoa Kỳ đối với âm nhạc liên quan đến nội dung gốc của Netflix. Netflix tiếp tục xử lý các nhiệm vụ nội bộ tại Hoa Kỳ.  Vào ngày 17 tháng 4 năm 2017, có thông tin rằng Netflix đã gần 100 triệu người đăng ký.  Vào ngày 25 Tháng 4 năm 2017, Netflix thông báo rằng họ đã đạt được một thỏa thuận cấp phép ở Trung Quốc với Baidu thuộc sở hữu trực tuyến dịch vụ iQiyi, để cho phép chọn Netflix nội dung ban đầu được phân phối ở Trung Quốc trên nền tảng này.  Thời báo Los Angeles tuyên bố: "Loạt phim và phim của nó chiếm hơn một phần ba tổng số lưu lượng truy cập Internet thời gian chính ở Bắc Mỹ."
Vào ngày 7 tháng 8 năm 2017, Netflix đã mua lại Millarworld, công ty xuất bản thuộc sở hữu của nhà văn truyện tranh Mark Millar. Đây là thương vụ mua lại công ty đầu tiên trong lịch sử của Netflix. Netflix có kế hoạch tận dụng Millar và công việc hiện tại và tương lai của mình cho nội dung gốc trong tương lai. Giám đốc nội dung Ted Sarandos mô tả Millar là một "Stan Lee thời hiện đại".  Tuần sau, Netflix tuyên bố rằng họ đã tham gia một thỏa thuận phát triển độc quyền với Shonda Rhimes.
Vào ngày 22 tháng 1 năm 2018, công ty đã vượt 100 tỷ đô la vốn hóa thị trường, trở thành công ty truyền thông và giải trí kỹ thuật số lớn nhất thế giới, lớn hơn mọi công ty truyền thông truyền thống ngoại trừ AT&T, Comcast và Disney và lớn thứ 59 công ty giao dịch công khai trong Chỉ số S&P 500 của Hoa Kỳ.
Vào ngày 2 tháng 3 năm 2018, giá cổ phiếu Netflix đã tăng lên mức cao mới mọi thời đại là 301,05 đô la, vượt qua mục tiêu giá 12 tháng là 300,00 đô la, và kết thúc phiên với mức vốn hóa thị trường là 130 tỷ đô la đặt trong khoảng cách lớn của các đại gia truyền thông như Disney (155 tỷ đô la) và Comcast (169 tỷ đô la). Cột mốc đã đến một ngày sau khi Sky satcaster của Anh công bố một thỏa thuận mới với Netflix để tích hợp dịch vụ VOD đăng ký của Netflix vào dịch vụ truyền hình trả tiền của họ. Khách hàng với dịch vụ và hộp set-top Sky Q cao cấp của mình sẽ có thể xem các tiêu đề Netflix cùng với các kênh Sky thông thường của họ.
Vào ngày 16 tháng 8 năm 2018, Netflix đã công bố một thỏa thuận tổng thể ba năm với nhà sáng tạo người da đen Kenya Barris. Theo thỏa thuận, Barris sẽ sản xuất loạt phim mới độc quyền tại Netflix, viết và điều hành sản xuất tất cả các dự án thông qua công ty sản xuất của mình, Khalabo Ink Society.
Vào ngày 27 tháng 8 năm 2018, Netflix đã ký một hợp đồng tổng thể độc quyền 5 năm với tác giả bán chạy nhất thế giới Harlan Coben. Theo hiệp ước nhiều triệu, Netflix sẽ hợp tác với Coben để phát triển 14 tựa game hiện tại và các dự án trong tương lai.  Cùng ngày, công ty đã ký một thỏa thuận tổng thể với người tạo ra Gravity Falls Alex Hirsch.
Theo Báo cáo Hiện tượng Internet Toàn cầu, Netflix tiêu thụ 15% tổng băng thông Internet trên toàn cầu, nhiều nhất là cho bất kỳ ứng dụng nào.
Vào tháng 10 năm 2018, Netflix đã mua lại ABQ Studios, một cơ sở sản xuất phim và truyền hình với tám giai đoạn âm thanh ở Albuquerque, New Mexico. Giá mua được báo cáo là dưới 30 triệu.
Vào tháng 11 năm 2018, Paramount Pictures đã ký hợp đồng phim nhiều hình ảnh với Netflix như một phần trong chiến lược phát triển của Viacom, đưa Paramount trở thành hãng phim lớn đầu tiên ký hợp đồng với Netflix.  Phần tiếp theo của bộ phim Awesomeness ' To All the Boys I Loved Before hiện đang được phát triển tại trường quay cho Netflix.
Netflix đã tìm kiếm và được chấp thuận làm thành viên của Hiệp hội Điện ảnh Hoa Kỳ (MPAA) vào ngày 22 tháng 1 năm 2019, là dịch vụ phát trực tuyến đầu tiên trở thành thành viên của hiệp hội.
Vào tháng 5 năm 2019, Netflix đã mua nhượng quyền truyền thông cho trẻ em StoryBots như một phần của cam kết mở rộng nội dung giáo dục của mình.
Vào ngày 9 tháng 5 năm 2019, Netflix đã thỏa thuận với Dark Horse Entertainment để thực hiện các bộ phim truyền hình và phim dựa trên truyện tranh từ Dark Horse Comics.
Đầu tháng 8 năm 2019, Netflix đã đàm phán một hợp đồng truyền hình và phim độc quyền nhiều năm với những người dẫn chương trình Game of Thrones David Benioff và DB Weiss được cho là trị giá 200 triệu USD.  Do cam kết với Netflix, Benioff và Weiss đã rút khỏi thỏa thuận trước đó với Disney để viết và sản xuất loạt phim Chiến tranh giữa các vì sao.
Trên 13 tháng 11 năm 2019, Netflix và Nickelodeon tham gia vào một thỏa thuận sản xuất nội dung kéo dài nhiều năm để tạo ra nhiều gốc phim truyện hoạt hình và phim truyền hình dựa trên thư viện của các nhân vật của Nickelodeon, để cạnh tranh với Disney mới dịch vụ streaming 's Disney +. Thỏa thuận này mở rộng dựa trên mối quan hệ hiện có của họ, trong đó các sản phẩm đặc biệt mới dựa trên sê-ri Nikodeon Invader Zim và Cuộc sống hiện đại của Rocko đã được Netflix phát hành. Các dự án mới được lên kế hoạch hợp tác bao gồm một dự án âm nhạc với Squidward Xúc tu từ loạt phim truyền hình hoạt hình SpongeBob SquarePants, và các sản phẩm đặc biệt dựa trên Nhà Lớnvà Rise of the Teenage Mutant Ninja Turtles.
Vào ngày 25 tháng 2 năm 2020, Netflix hợp tác với sáu nhà sáng tạo Nhật Bản để sản xuất một dự án anime gốc của Nhật Bản. Sự hợp tác này bao gồm nhóm tác giả truyện tranh CLAMP, mangaka Shin Kibayashi, mangaka Yasuo Ohtagaki, tiểu thuyết gia và đạo diễn phim Otsuichi, tiểu thuyết gia Tow Ubutaka, và tác giả truyện tranh Mari Yamazaki.

## Quyền sở hữu
Kể từ năm 2017, cổ phiếu Netflix chủ yếu được nắm giữ bởi các nhà đầu tư tổ chức, bao gồm các công ty của Tập đoàn Capital, Tập đoàn Vanguard, BlackRock và những cổ đông khác.

## Tài chính
Cho năm tài chính 2018, Netflix đã báo cáo lợi nhuận của Mỹ $ 1,21 tỷ, với doanh thu hàng năm của Mỹ $ 15,8 tỷ, tăng khoảng 116% so với chu kỳ tài chính trước. Cổ phiếu của Netflix giao dịch ở mức hơn 400 $ cho mỗi cổ phiếu tại mức giá cao nhất của nó vào năm 2018, và vốn hóa thị trường của nó đạt đến một giá trị trên Mỹ $ 180 tỷ trong tháng 6 năm 2018. Netflix xếp hạng 261 trên 2018 Fortune 500 danh sách các công ty lớn nhất Hoa Kỳ theo doanh thu.  Netflix được công bố là cổ phiếu tốt nhất số một trong những năm 2010, với tổng lợi nhuận là 3.693%. 
| Năm  | Doanh thu tính bằng triệu. USD- $ | Thu nhập ròng tính bằng triệu. USD- $ | Giá mỗi cổ phiếu bằng USD- $ | Nhân viên | Thành viên trả tiền theo triệu người. | Hạng 500 |
| ---- | --------------------------------- | ------------------------------------- | ---------------------------- | --------- | ------------------------------------- | -------- |
| 2005 | 682                               | 42                                    | 2,59                         |           | 2,5                                   |          |
| 2006 | 997                               | 49                                    | 3,69                         |           | 4,0                                   |          |
| 2007 | 1.205                             | 67                                    | 3.12                         |           | 7,3                                   |          |
| 2008 | 1.365                             | 83                                    | 4.09                         |           | 9,4                                   |          |
| 2009 | 1.670                             | 116                                   | 6,32                         |           | 11,9                                  |          |
| 2010 | 2,163                             | 161                                   | 16.82                        | 2.180     | 18,3                                  |          |
| 2011 | 3,205                             | 226                                   | 27,49                        | 2.348     | 21,6                                  |          |
| 2012 | 3,609                             | 17                                    | 11,86                        | 2.045     | 30,4                                  |          |
| 2013 | 4.375                             | 112                                   | 35,27                        | 2.022     | 41,4                                  |          |
| 2014 | 5,505                             | 267                                   | 57,49                        | 2.450     | 54,5                                  |          |
| 2015 | 6.780                             | 123                                   | 91,90                        | 3.700     | 70,8                                  | # 474    |
| 2016 | 8.831                             | 187                                   | 102,03                       | 4.700     | 89,1                                  | # 379    |
| 2017 | 11.693                            | 559                                   | 165,37                       | 5.500     | 117,5                                 | # 314    |
| 2018 | 15.794                            | 1,211                                 |                              | 7.100     | 139,3                                 | # 261    |
| 2019 | 20.156                            | 1.867                                 |                              | 8,600     | 167,1                                 | # 197    |

## Dịch vụ
Dịch vụ phát video theo yêu cầu của Netflix, trước đây có thương hiệu là Watch Now, cho phép người đăng ký phát trực tuyến phim truyền hình và phim qua trang web Netflix trên máy tính cá nhân hoặc phần mềm Netflix trên nhiều nền tảng được hỗ trợ, bao gồm điện thoại thông minh và máy tính bảng, trình phát phương tiện kỹ thuật số, video máy chơi game và TV thông minh. Theo khảo sát của Nielsen vào tháng 7 năm 2011, 42% người dùng Netflix đã sử dụng máy tính độc lập, 25% sử dụng Wii, 14% bằng cách kết nối máy tính với TV, 13% với PlayStation 3 và 12% cho Xbox 360.
Khi dịch vụ phát trực tuyến lần đầu tiên ra mắt, những người đăng ký cho thuê đĩa của Netflix đã được cấp quyền truy cập mà không phải trả thêm phí. Người đăng ký được cho phép khoảng một giờ phát trực tuyến cho mỗi đô la chi tiêu cho thuê bao hàng tháng (ví dụ, gói 16,99 đô la, cho phép người đăng ký sử dụng 17 giờ phương tiện truyền thông). Tuy nhiên, vào tháng 1 năm 2008, Netflix đã gỡ bỏ hạn chế này, tại thời điểm đó, hầu như tất cả những người đăng ký đĩa cho thuê đều có quyền phát trực tuyến không giới hạn mà không phải trả thêm phí (tuy nhiên, những người đăng ký trong gói hạn chế hai DVD mỗi tháng (4,99 đô la) vẫn bị giới hạn trong hai giờ phát trực tuyến mỗi tháng). Thay đổi này là để đáp lại sự ra đời của Hulu và các dịch vụ cho thuê video mới của Apple. Netflix sau đó đã chia các đăng ký cho thuê DVD và đăng ký phát trực tuyến thành các dịch vụ độc lập, riêng biệt, tại thời điểm giới hạn hàng tháng trên phát trực tuyến Internet đã được gỡ bỏ.
Các gói dịch vụ Netflix hiện được chia thành ba tầng giá; tầng thấp nhất cung cấp phát trực tuyến độ phân giải tiêu chuẩn trên một thiết bị, thứ hai cho phép truyền phát độ phân giải cao trên hai thiết bị đồng thời và tầng "Bạch kim" cho phép truyền phát đồng thời trên tối đa bốn thiết bị và phát trực tuyến 4K trên các thiết bị được hỗ trợ và kết nối Internet. Gói thuê bao HD trong lịch sử có giá 7,99 đô la Mỹ; vào tháng 4 năm 2014, Netflix tuyên bố rằng họ sẽ tăng giá của gói này lên 9,99 đô la cho những người đăng ký mới, nhưng những khách hàng hiện tại sẽ được chuyển theo giá cũ này cho đến tháng 5 năm 2016, sau đó họ có thể hạ cấp xuống chỉ còn SD giá, hoặc trả phí cao hơn để tiếp tục truy cập độ nét cao.
Vào tháng 7 năm 2016, một người đăng ký Netflix đã kiện công ty về việc tăng giá, cho rằng anh ta đã được một đại diện hỗ trợ khách hàng của Netflix nói rằng họ sẽ trả cùng một mức giá liên tục miễn là họ duy trì đăng ký liên tục.
Vào ngày 30 tháng 11 năm 2016, Netflix đã ra mắt tính năng phát lại ngoại tuyến, cho phép người dùng ứng dụng di động Netflix trên Android hoặc iOS lưu trữ nội dung trên thiết bị của họ với chất lượng tiêu chuẩn hoặc cao để xem mà không cần kết nối Internet. Tính năng này chủ yếu khả dụng trên các sê-ri và phim đã chọn và Netflix tuyên bố rằng nhiều nội dung sẽ được hỗ trợ bởi tính năng này theo thời gian.  Netflix sẽ hợp tác với các hãng hàng không để cung cấp cho họ công nghệ phát trực tuyến trên thiết bị di động. Điều này sẽ bắt đầu vào đầu năm 2018 như một phần trong nỗ lực để các hãng hàng không cung cấp Wi-Fi trên máy bay tốt hơn.
Năm 2018, Netflix đã giới thiệu tính năng "Skip Intro" cho phép khách hàng bỏ qua phần giới thiệu để hiển thị trên nền tảng của mình. Họ làm như vậy thông qua một loạt các kỹ thuật bao gồm xem xét thủ công, gắn thẻ âm thanh và học máy. [ nguồn không đáng tin cậy? ]

### Lịch sử
Marc Randolph, đồng sáng lập Netflix và là CEO đầu tiên của công ty
Reed Hastings, đồng sáng lập và chủ tịch và CEO hiện tại
Vào ngày 1 tháng 10 năm 2008, Netflix đã công bố hợp tác với Starz để mang hơn 2.500 bộ phim và chương trình mới tới "Xem ngay lập tức", dưới Starz Play.
Vào tháng 8 năm 2010, Netflix đã đạt được thỏa thuận năm năm trị giá gần 1 tỷ đô la để phát trực tuyến các bộ phim từ Paramount, Lionsgate và Metro-Goldwyn-Mayer. Thỏa thuận này đã tăng phí chi tiêu hàng năm của Netflix, thêm khoảng 200 triệu đô la mỗi năm. Nó đã chi 117 triệu đô la trong sáu tháng đầu năm 2010 để phát trực tuyến, tăng từ 31 triệu đô la năm 2009.

Vào ngày 12 tháng 7 năm 2011, Netflix tuyên bố rằng họ sẽ tách các gói thuê bao hiện tại của mình thành hai gói riêng biệt: một gói bao gồm phát trực tuyến và các dịch vụ cho thuê DVD khác.  Chi phí phát trực tuyến sẽ là 7,99 đô la mỗi tháng, trong khi cho thuê DVD sẽ bắt đầu ở cùng một mức giá. Thông báo này đã dẫn đến sự tiếp nhận rầm rộ giữa những người theo dõi Facebook của Netflix, những người đã đăng những bình luận tiêu cực lên tường của nó.  bình luận trên Twitter đã tạo ra xu hướng tiêu cực "Kính gửi Netflix".  Công ty bảo vệ quyết định của mình trong thông báo ban đầu về sự thay đổi:
"Với tuổi thọ dài, chúng tôi nghĩ rằng DVD qua thư sẽ có, coi DVD là phần bổ sung 2 đô la cho kế hoạch phát trực tuyến không giới hạn của chúng tôi, không có ý nghĩa tài chính lớn cũng như không thỏa mãn những người chỉ muốn DVD. Tạo một gói DVD không giới hạn (không phát trực tuyến) ở mức giá thấp nhất từ trước đến nay, 7,99 đô la, có ý nghĩa và sẽ đảm bảo tuổi thọ lâu dài cho việc cung cấp DVD qua thư của chúng tôi. " 
Ngược lại, Netflix tuyên bố vào tháng 10 rằng các kế hoạch phát trực tuyến và cho thuê DVD của họ sẽ vẫn được gắn nhãn hiệu cùng nhau.
Vào tháng 1 năm 2018, Netflix đã đặt tên Spencer Neumann làm CFO mới.
Vào tháng 1 năm 2020, Netflix đã mở một văn phòng mới tại Paris với 40 nhân viên.

### Cho thuê đĩa
Tại Hoa Kỳ, công ty cung cấp một khoản phí cố định hàng tháng cho các dịch vụ cho thuê DVD và Blu-ray. Một thuê bao tạo ra một hàng đợi cho thuê, một danh sách, các bộ phim để thuê. Các bộ phim được phân phối riêng thông qua Dịch vụ Bưu chính Hoa Kỳ từ các kho khu vực. Tính đến ngày 28 tháng 3 năm 2011, Netflix đã có 58 địa điểm vận chuyển trên khắp Hoa Kỳ.  Người đăng ký có thể giữ đĩa được thuê miễn là họ muốn, nhưng có giới hạn về số lượng đĩa mà mỗi người đăng ký có thể có đồng thời thông qua các tầng khác nhau. Để thuê đĩa mới, người đăng ký phải trả lại đĩa trước đó trong thư trả lời có đồng hồ đophong bì. Khi nhận được, Netflix gửi đĩa có sẵn tiếp theo trong hàng đợi cho thuê của người đăng ký.
Netflix cung cấp các mức giá cho thuê DVD. Vào ngày 21 tháng 11 năm 2008, Netflix đã bắt đầu cung cấp dịch vụ cho thuê bao trên đĩa Blu-ray với một khoản phí bổ sung. Ngoài ra, Netflix đã bán các đĩa đã sử dụng, được giao và lập hóa đơn dưới dạng cho thuê. Dịch vụ này đã bị ngừng vào cuối tháng 11.
Vào ngày 6 tháng 1 năm 2010, Netflix đã đồng ý với Warner Bros. trì hoãn việc cho thuê phát hành mới 28 ngày trước khi bán lẻ, trong nỗ lực giúp các hãng phim bán các bản sao vật lý và các thỏa thuận tương tự liên quan đến Universal và 20th Century Fox đã đạt được vào ngày 9 tháng 4.  Năm 2011, Netflix chia giá dịch vụ của mình. Hiện tại, số lượng thành viên cho thuê đĩa của Netflix dao động từ 7,99 đô la đến 19,99 đô la / m, bao gồm bản dùng thử miễn phí một tháng và trao đổi DVD không giới hạn.
Vào ngày 18 tháng 9 năm 2011, Netflix tuyên bố sẽ tách ra và đổi thương hiệu dịch vụ DVD qua thư của mình dưới dạng Qwikster. Giám đốc điều hành Reed Hastings biện minh cho quyết định này, nói rằng "chúng tôi nhận ra rằng phát trực tuyến và DVD qua thư đang trở thành hai doanh nghiệp khá khác nhau, với cấu trúc chi phí rất khác nhau, lợi ích khác nhau cần được tiếp thị khác nhau và chúng tôi cần để mỗi người phát triển và hoạt động độc lập. " Nó cũng đã được thông báo rằng dịch vụ thương hiệu lại sẽ thêm cho thuê trò chơi video. Quyết định chia tách các dịch vụ đã bị chỉ trích rộng rãi; lưu ý rằng hai trang web sẽ tự chủ với nhau (với xếp hạng, đánh giá và hàng đợi không được chuyển giữa chúng) và sẽ yêu cầu các tài khoản người dùng riêng biệt. Ngoài ra, hai trang web sẽ yêu cầu đăng ký riêng.
Vào ngày 10 tháng 10 năm 2011, Netflix tuyên bố rằng họ đã tạm gác lại thương hiệu theo kế hoạch để đáp ứng với phản hồi của khách hàng và sau khi giá cổ phiếu giảm mạnh gần 30%, và các dịch vụ phát trực tuyến và DVD sẽ tiếp tục hoạt động thông qua một lần duy nhất trang web dưới thương hiệu Netflix. Netflix tuyên bố rằng họ đã mất 800.000 người đăng ký trong quý IV năm 2011, một khoản lỗ bị mất một phần do sự tiếp nhận kém của việc hủy bỏ thương hiệu bị hủy bỏ.
Vào tháng 3 năm 2012, Netflix đã xác nhận với TechCrunch rằng họ đã mua được tên miền DVD.com. Vào năm 2016, Netflix đã âm thầm đổi thương hiệu dịch vụ DVD qua thư với tên DVD.com, Công ty Netflix.
Tính đến năm 2017, dịch vụ này vẫn có 3,3 triệu khách hàng và Hastings cho biết kế hoạch giữ nó trong ít nhất năm năm nữa.  Trong quý đầu tiên của năm 2018, cho thuê DVD đã kiếm được 60,2 triệu đô la lợi nhuận từ 120,4 triệu đô la doanh thu.

### Hồ sơ
Vào tháng 6 năm 2008, Netflix đã công bố kế hoạch loại bỏ tính năng hồ sơ thuê bao trực tuyến của mình.  Hồ sơ cho phép một tài khoản thuê bao chứa nhiều người dùng (ví dụ: một cặp vợ chồng, hai người bạn cùng phòng hoặc cha mẹ và con cái) với hàng đợi DVD, xếp hạng, đề xuất, danh sách bạn bè, đánh giá và liên lạc nội bộ cho từng người dùng. Netflix cho rằng việc loại bỏ hồ sơ sẽ cải thiện trải nghiệm của khách hàng.  Tuy nhiên, có thể là kết quả của những đánh giá và phản ứng tiêu cực của người dùng Netflix,  Netflix đã đảo ngược quyết định xóa hồ sơ 11 ngày sau thông báo. Khi thông báo khôi phục hồ sơ, Netflix đã bảo vệ quyết định ban đầu của mình, nói rằng: "Vì mong muốn liên tục làm cho trang web của chúng tôi dễ sử dụng hơn, chúng tôi tin rằng việc bỏ đi một tính năng chỉ được sử dụng bởi một thiểu số rất nhỏ sẽ giúp chúng tôi cải thiện trang web đối với mọi người, "sau đó giải thích sự đảo ngược của nó:" Lắng nghe các thành viên của chúng tôi, chúng tôi nhận ra rằng người dùng tính năng này thường mô tả nó như một phần thiết yếu trong trải nghiệm Netflix của họ. Đơn giản chỉ là một ưu điểm và nó chắc chắn có thể vượt trội hơn bởi tiện ích. "

#### Khôi phục
Netflix đã khôi phục lại tính năng "Hồ sơ" vào ngày 1 tháng 8 năm 2013, cho phép các tài khoản chứa tối đa năm hồ sơ người dùng, liên quan đến các cá nhân hoặc các dịp theo chủ đề. "Hồ sơ" phân chia hiệu quả sự quan tâm của từng người dùng, để mỗi người dùng sẽ nhận được các đề xuất riêng và thêm các mục yêu thích riêng lẻ. "Điều này rất quan trọng", theo ông Todd Yellin, Phó Chủ tịch Đổi mới Sản phẩm của Netflix, bởi vì, "Khoảng 75% đến 80% những gì mọi người xem trên Netflix đến từ những gì Netflix đề xuất, không phải từ những gì mọi người tìm kiếm".  Hơn nữa, Mike McGuire, một phó chủ tịch tại Gartner, cho biết: "hồ sơ sẽ cung cấp cho Netflix thông tin chi tiết hơn về người đăng ký và thói quen xem của họ, cho phép công ty đưa ra quyết định tốt hơn về những gì phim và chương trình truyền hình cung cấp".  Ngoài ra, hồ sơ cho phép người dùng liên kết các tài khoản Facebook cá nhân của họ và do đó chia sẻ các đề xuất và hàng đợi theo dõi riêng lẻ,  kể từ khi được bổ sung vào tháng 3 sau khi vận động Quốc hội thay đổi một hành động lỗi thời.  Neil Hunt, cựu Giám đốc sản phẩm của Netflix, nói với CNNMoney: "hồ sơ là một cách khác để nổi bật trong không gian phát trực tuyến video đông đúc", và, "Công ty cho biết thử nghiệm nhóm tập trung cho thấy hồ sơ tạo ra nhiều lượt xem hơn và nhiều hơn nữa hôn ước".
Hunt nói rằng Netflix có thể liên kết các cấu hình với các thiết bị cụ thể, do đó, người đăng ký có thể bỏ qua bước khởi chạy một cấu hình cụ thể mỗi lần họ đăng nhập vào Netflix trên một thiết bị nhất định.
Các nhà phê bình của tính năng đã lưu ý:
- Cấu hình mới được tạo dưới dạng "bản trống",  nhưng xem lịch sử trước khi tạo hồ sơ vẫn ở dạng hồ sơ.
- Mọi người không luôn xem Netflix một mình và phương tiện được xem với (các) đối tác - những người có sở thích có thể không phản ánh (các) chủ sở hữu - ảnh hưởng đến các đề xuất được đưa ra cho hồ sơ đó.

Tuy nhiên, để đáp ứng với cả hai mối quan tâm, người dùng có thể tinh chỉnh các đề xuất trong tương lai cho một hồ sơ nhất định bằng cách xếp hạng các chương trình được xem và theo thói quen xem liên tục của họ.

### Công ty con
- DVD.com - Thuê DVD qua thư
- Millarworld - Một công ty truyện tranh được thành lập năm 2004 bởi nhà văn truyện tranh người Scotland Mark Millar với tư cách là một nhà sáng tạo thuộc sở hữu.
- Netflix Pte. Ltd. - Hãng phim Netflix tại Singapore.
- Netflix Services UK Limited - Một bộ phận của Anh nắm giữ Private Limited với Share Capital.
- Netflix Streaming Services International BV - Một công ty con của Netflix ở Hà Lan.
- Netflix Streaming Services, Inc. - Một công ty con cấp phép và phát trực tuyến tất cả các bộ phim và chương trình của Netflix.
- Netflix Global, LLC - Một công ty trách nhiệm hữu hạn nước ngoài đã nộp vào ngày 3 tháng 8 năm 2016, đồng sản xuất tất cả các chương trình và phim nước ngoài
- Netflix Studios - Một hãng phim và truyền hình đồng sản xuất bất kỳ nội dung gốc hoặc nước ngoài.
- Netflix Services Đức GmbH - Một hãng phim đóng góp cho các khoản trợ cấp phim Đức hỗ trợ sản xuất phim và truyền hình trong nước ở nước này.
- NetflixCS, Inc. - Một địa điểm khác 1108 E SOUTH UNION AVE Midvale, UT 84047.
- Netflix Luxembourg Sa rl - Một công ty con đặt tại Luxembourg, Châu Âu.

## Sản phẩm
Vào năm 2007, Netflix đã tuyển dụng một   trong những người tiên phong kinh doanh DVR đầu tiên Anthony Wood để xây dựng một "Trình phát Netflix" cho phép phát trực tiếp nội dung trên TV thay vì PC hoặc máy tính xách tay.  Mặc dù trình phát ban đầu được phát triển tại Netflix, cuối cùng, Reed Hastings đã đóng cửa dự án để giúp khuyến khích các nhà sản xuất phần cứng khác bao gồm hỗ trợ Netflix tích hợp.  Wood cuối cùng đã ra mắt máy nghe nhạc là thiết bị đầu tiên của Roku Inc., hiện được biết đến chủ yếu với các trình phát video trực tuyến, với Netflix đóng vai trò là nhà đầu tư chính trong công ty mới.
Năm 2011, Netflix đã giới thiệu nút Netflix cho một số điều khiển từ xa nhất định, cho phép người dùng truy cập Netflix ngay lập tức trên các thiết bị tương thích.
Netflix đã tiết lộ một nguyên mẫu của thiết bị mới có tên "The Switch" tại World Maker Faire New York 2015. "The Switch" cho phép người dùng Netflix tắt đèn khi được kết nối với hệ thống đèn gia đình thông minh. Nó cũng kết nối với các mạng cục bộ của người dùng để cho phép các máy chủ của họ đặt hàng thanh toán và tắt tiếng điện thoại của một người chỉ bằng cách nhấn nút. Mặc dù thiết bị chưa được cấp bằng sáng chế, Netflix đã phát hành hướng dẫn trên trang web của họ, về cách xây dựng thiết bị tại nhà (DIY). Các hướng dẫn bao gồm cả cấu trúc điện và các quy trình lập trình.
Kể từ năm 2015, công ty đã nhận được sự hỗ trợ kỹ thuật đáng kể từ CNRS của Pháp liên quan đến việc nén và định dạng video, thông qua chương trình Lao động của Khoa học Du lịch Du Numérique de Nantes (LS2N). Vào tháng 3 năm 2017 tại Đại hội Thế giới về công nghệ di động của Barcelona, công ty Mỹ đã trình bày sáng tạo công nghệ nguồn mở của phòng thí nghiệm Pháp: một công cụ nén cho phép chất lượng video HD + với nhu cầu băng thông dưới 100 kilo octet mỗi giây, thấp hơn 40 lần so với HD Nhu cầu TV và tương thích với các dịch vụ di động trên toàn thế giới.
Vào tháng 5 năm 2016, Netflix đã tạo ra một công cụ mới có tên FAST để xác định tốc độ kết nối Internet.

## Nội dung

### Nội dung gốc
Thông tin khác: Danh sách các chương trình " Bản gốc Netflix " là nội dung được Netflix sản xuất, đồng sản xuất hoặc phân phối trên các dịch vụ của họ. Netflix tài trợ cho các chương trình ban đầu của họ khác với các mạng truyền hình khác khi họ ký một dự án, cung cấp tiền trước và ngay lập tức đặt hàng hai phần của loạt phim.
Vào tháng 3 năm 2011, Netflix bắt đầu mua lại nội dung ban đầu cho thư viện của mình, bắt đầu với bộ phim truyền hình chính trị kéo dài một giờ House of Cards, được ra mắt vào tháng năm 2013. Bộ phim được sản xuất bởi David Fincher, và đóng vai Kevin Spacey.  Vào cuối năm 2011, Netflix đã chọn hai phần phim dài tám tập của Lilyhammer và phần thứ tư của bộ phim sitcom Fox bị bắt giữ Phát triển.  Netflix đã phát hành loạt phim truyền hình siêu nhiên Hemlock Grove vào đầu năm 2013.
Vào tháng 2 năm 2013, DreamWorks Animation và Netflix đồng sản xuất Turbo Fast, dựa trên bộ phim Turbo, được công chiếu vào tháng 7.  Netflix đã trở thành nhà phân phối chính của các chương trình gia đình và trẻ em hoạt hình.
Orange Is the New Black đã ra mắt trên dịch vụ phát trực tuyến vào tháng 7 năm 2013. Trong một cuộc thảo luận hiếm hoi về xếp hạng của một chương trình Netflix, các giám đốc điều hành của Netflix đã nhận xét rằng chương trình này là loạt phim gốc được xem nhiều nhất của Netflix.  Vào tháng 2 năm 2016, Orange Is the New Black được đổi mới cho mùa thứ năm, thứ sáu và thứ bảy. Vào ngày 9 tháng 6 năm 2017, phần 5 đã được công chiếu và phần thứ sáu được công chiếu vào ngày 27 tháng 7 năm 2018.
Vào tháng 11 năm 2013, Netflix và Truyền hình Marvel đã công bố một hợp đồng năm mùa để sản xuất loạt phim siêu anh hùng tập trung vào Marvel: Daredevil, Jessica Jones, Iron Fist và Luke Cage. Thỏa thuận liên quan đến việc phát hành bốn phần dài 13 tập mà đỉnh cao là một sê-ri nhỏ có tên The Defender. Daredevil và Jessica Jones chiếu vào năm 2015.  Các Luke Cage loạt chiếu vào 30 tháng 9 năm 2016, tiếp theo là Iron Fist vào ngày 17 Tháng Ba năm 2017, và The Defenders vào ngày 18, năm 2017.  Vào tháng 4 năm 2016, loạt Netflix trong Vũ trụ Điện ảnh Marvel đã được mở rộng hơn nữa, bao gồm một loạt phim dài 13 tập của Kẻ trừng phạt.  Ngoài thỏa thuận của Marvel, Disney tuyên bố rằng loạt phim truyền hình Star Wars: The Clone Wars sẽ phát hành mùa thứ sáu và cuối cùng trên Netflix, cũng như cả năm phim trước và phim truyện. Nội dung Star Wars mớiđược phát hành trên dịch vụ phát trực tuyến của Netflix vào ngày 7 tháng 3 năm 2014.
Vào tháng 4 năm 2014, Netflix đã ký hợp đồng với nhà sáng tạo Phát triển bị bắt giữ Mitch Hurwitz và công ty sản xuất của ông The Hurwitz Company cho một hợp đồng nhiều năm để tạo ra các dự án ban đầu cho dịch vụ.  Bộ phim dài tập Marco Polo được công chiếu vào ngày 12 tháng 12 năm 2014. Bộ phim hoạt hình sitcom BoJack Horseman được công chiếu vào tháng 8 năm 2014, để đánh giá hỗn hợp về phát hành nhưng thu hút được sự hoan nghênh quan trọng cho các phần tiếp theo.
Bộ phim khoa học viễn tưởng Sense8 ra mắt vào tháng 6 năm 2015, được viết và sản xuất bởi The Wachowskis và J. Michael Straczynski. Bloodline và Narcos là hai bộ phim truyền hình khác mà Netflix phát hành năm 2015. Vào ngày 6 tháng 11 năm 2015, Master of none được công chiếu, với sự tham gia của Aziz Ansari. Các chương trình hài kịch khác được công chiếu vào năm 2015 bao gồm Unbreakable Kimmy Schmidt, Grace và Frankie, Wet Hot American Summer: First Day of Camp, và W / Bob & David.
Netflix tiếp tục mở rộng đáng kể nội dung ban đầu của họ vào năm 2016. Bộ phim kinh dị khoa học viễn tưởng Stranger Things được công chiếu vào tháng 7 năm 2016, bộ phim truyền hình âm nhạc The Get Down vào tháng 8, bộ phim lịch sử The Crown vào tháng 11 và các buổi chiếu ra mắt của năm bao gồm các chương trình hài kịch như Love, Flakes, Netflix Trình bày: Các nhân vật, Nông trại và Lady Dynamite. Netflix đã phát hành một loạt phim hoặc phim gốc ước tính vào năm 2016, nhiều hơn bất kỳ kênh truyền hình hoặc mạng cáp nào khác.
Vào ngày 14 tháng 9 năm 2016, Netflix và 20th Century Fox đã cùng mua bản quyền phân phối của Hoa Kỳ cho bộ phim truyền hình độc lập Canada Two Lovers and a Bear sau buổi chiếu tại Liên hoan phim quốc tế Toronto vào ngày 9 tháng 9 năm 2016.
Netflix cũng đã đầu tư vào việc phân phối các sản phẩm hài độc quyền từ các danh hài nổi tiếng như Dave Chappelle, Louis CK, Chris Rock, Jim Gaffigan, Bill Burr và Jerry Seinfeld.  Vào tháng 1 năm 2017, Netflix đã công bố tất cả các diễn viên hài của Seinfeld trong Cars Catch Coffee và phần 10 sẽ có mặt trên dịch vụ của họ.
Công ty đã bắt đầu tự sản xuất nội dung ban đầu của mình, như The Ranch và Chelsea, thông qua nhà sản xuất Netflix Studios.  Netflix dự kiến sẽ phát hành 1.000 giờ nội dung gốc trong năm 2017.
Vào tháng 10 năm 2017, Netflix đã lặp lại mục tiêu có một nửa thư viện bao gồm nội dung gốc vào năm 2019, công bố kế hoạch đầu tư 8 tỷ đô la cho nội dung gốc vào năm 2018. Sẽ có một sự tập trung đặc biệt vào phim và anime thông qua khoản đầu tư này, với một có kế hoạch sản xuất 80 bộ phim gốc và 30 bộ anime.  Vào tháng 9 năm 2017, Bộ trưởng Bộ Di sản Mélanie Joly cũng thông báo rằng Netflix đã đồng ý để thực hiện một CDN $ 500 triệu (400 triệu $) đầu tư trong vòng năm năm tiếp theo trong việc sản xuất các nội dung ở Canada. Công ty phủ nhận rằng thỏa thuận này nhằm mục đích giảm thuế. Một nghiên cứu cho thấy Netflix đã hiện thực hóa mục tiêu này vào tháng 12 năm 2018,
Vào tháng 11 năm 2017, Netflix tuyên bố rằng họ sẽ thực hiện loạt phim gốc Colombia đầu tiên của mình, được điều hành bởi Ciro Guerra.
Vào tháng 5 năm 2018, giám đốc nội dung Ted Sarandos tuyên bố rằng Netflix đã tăng chi tiêu cho nội dung gốc, với 85% chi tiêu nội dung mới trong năm đó được dành cho nó.
Vào ngày 31 tháng 12 năm 2018, một bộ phim hòa nhạc của Tour diễn sân vận động danh tiếng của Taylor Swift đã được phát hành trên Netflix.Vào tháng 2 năm 2019, thương hiệu phong cách sống Goop của Gwyneth Paltrow đã ký một thỏa thuận để sản xuất một bộ phim tài liệu có chủ đề chăm sóc sức khỏe cho Netflix. Điều này dẫn đến sự chỉ trích rộng rãi của công ty phát trực tuyến vì đã cho Paltrow một nền tảng để quảng bá cho công ty của cô, công ty đã bị chỉ trích vì đưa ra những tuyên bố không có căn cứ về hiệu quả của các phương pháp điều trị sức khỏe và sản phẩm mà nó quảng bá. Nhiều nhà phê bình cho rằng động thái của Netflix là "một chiến thắng cho giả khoa học ".  Một khi Phòng thí nghiệm Goop có sẵn để xem xét, nhiều cơ quan truyền thông đã đăng tải những lời chỉ trích gay gắt về quyết định quảng bá Goop của Netflix:
- Showbiz Chcoateet đã xuất bản "Phòng thí nghiệm Goop không phải là lần đầu tiên Netflix buộc bạn phải trả tiền cho những ý kiến nguy hiểm", nói rằng "Phim tài liệu Netflix đã trở thành một thị trường thích hợp cho nền tảng, nhưng vì họ giải quyết các chủ đề thực tế, nên cẩn thận được cho là được đặt trên màn hình. Đó là trường hợp của các phim tài liệu về sức khỏe ở đó, bao gồm cả The Goop Lab đang gây tranh cãi và sắp tớirằng nhiều người coi là một quảng cáo cho Gwyneth Paltrow's Goop. Gần đây, phim tài liệu về sức khỏe đẩy giả khoa học đã trở thành một ngành công nghiệp tiểu thủ, điều đó có nghĩa là Netflix đang khiến người đăng ký trả tiền cho những ý kiến được coi là hơi nguy hiểm... Điều tối thiểu Netflix có thể làm là đưa ra thông điệp cảnh báo rằng khoa học đằng sau những tài liệu này không nhất thiết phải chứng minh. Làm như vậy sẽ báo trước khi đi vào và coi chúng như một hình thức phúc âm sức khỏe mới. "
- Patheos đã xuất bản " Phòng thí nghiệm Goop của Gwyneth Paltrow là rác thải không khoa học. Sau đó, nó trở nên tồi tệ hơn" cho biết "Xấu hổ trên Netflix vì đã quảng cáo cho sự vô nghĩa có hại này. sức khỏe cộng đồng nếu người xem thực hiện nghiêm túc. "
- Wired UK đã viết một số bài phê bình phê bình cả The Goop Lab, và Netflix để tạo ra nó, nói rằng "Nghĩ rằng Goop là xấu? Đó chỉ là phần nổi của tảng băng giả khoa học của Netflix".

### Thỏa thuận phim và truyền hình
Netflix hiện có các thỏa thuận truyền hình trả tiền độc quyền với một số hãng phim. Các thỏa thuận truyền hình trả tiền cung cấp cho các quyền phát trực tuyến độc quyền của Netflix trong khi tuân thủ các cấu trúc của các điều khoản truyền hình trả tiền truyền thống. Thư viện Hoa Kỳ của Netflix bao gồm các bản phát hành mới hơn từ Relativity Media và công ty con Rogue Pictures,  cũng như DreamWorks Animation  (cho đến tháng 5 năm 2018, khi hãng phim ký hợp đồng mới với Hulu),  Open Road Films  (mặc dù thỏa thuận này đã hết hạn vào năm 2017; Showtime đã đảm nhận bản quyền truyền hình trả tiền), Universal Animation(đối với phim hoạt hình giảm HBO), FilmDistrict,  The Weinstein Công ty (một trong những người có sáng lập viên, Harvey Weinstein, đã bị cáo buộc quấy rối tình dục như năm 2017 (xem Harvey Weinstein cáo buộc lạm dụng tình dục), khiến Netflix rút khỏi lưu trữ các lần thứ 75 giải thưởng Kim Globe với TWC, và kết thúc sự hợp tác giải Quả cầu vàng với các hãng phim mini-lớn),  Sony Pictures Animation,  và Walt Disney Studios (cho đến năm 2019) Danh mục.Các nhà phân phối khác đã cấp phép nội dung cho Netflix bao gồm Warner Bros., Universal Pictures, Sony Pictures Entertainment và The Walt Disney Studios (bao gồm 20th Century Fox). Netflix cũng giữ bản quyền hiện tại và danh mục sau cho các chương trình truyền hình được phân phối bởi Walt Disney tivi, DreamWorks Classics, Kino International, Warner Bros. Truyền hình và Truyền hình CBS, cùng với các tựa game từ các công ty khác như Allspark (trước đây là Hasbro Studios), Saban Brand, Funimation, và Viz Media. Trước đây, dịch vụ phát trực tuyến cũng có quyền lựa chọn các chương trình truyền hình được phân phối bởi NBCUniversal tivi Distribution, Sony Pictures tivi và 20th Century Fox tivi. Netflix trước đây cũng có quyền chọn các tiêu đề từ nhà phân phối lại cổ điển The Criterion Collection, nhưng các tiêu đề này đã được lấy từ Netflix và thêm vào thư viện của Hulu.  Một trong những thương vụ mua lại quan trọng hơn là cho chương trình Breaking Bad, được sản xuất bởi Sony Pictures tivi. Netflix có được bản quyền sau mùa thứ ba của chương trình vào năm 2010, tại thời điểm mà đài truyền hình gốc AMCđã bày tỏ khả năng hủy bỏ chương trình. Sony đã thúc đẩy Netflix phát hành Breaking Bad kịp thời cho mùa thứ tư, do đó, đã mở rộng đáng kể khán giả của chương trình trên AMC do người xem mới vùi dập các tập phim của Netflix và tăng gấp đôi số người xem vào thời điểm của phần thứ năm. Breaking Bad được coi là chương trình đầu tiên như vậy có "hiệu ứng Netflix" này.
Epix đã ký một hợp đồng phát trực tuyến năm năm với Netflix. Trong hai năm đầu của thỏa thuận này, nội dung danh mục đầu tiên và danh mục đầu tiên từ Epix là độc quyền cho Netflix. Các bộ phim Epix sẽ đến Netflix 90 ngày sau khi ra mắt trên Epix. Tuy nhiên, điều khoản độc quyền đã kết thúc vào ngày 4 tháng 9 năm 2012, khi Amazon ký thỏa thuận với Epix để phân phối các tiêu đề của mình thông qua dịch vụ phát trực tuyến Video của Amazon.  Chúng bao gồm các bộ phim từ Paramount, Metro-Goldwyn-Mayer và Lionsgate.
Vào ngày 1 tháng 9 năm 2011, Starz đã ngừng đàm phán với Netflix để làm mới sự sắp xếp phát trực tuyến của họ. Do đó, thư viện phim và sê-ri của Starz đã bị xóa khỏi Netflix vào ngày 28 tháng 2 năm 2012. Các tiêu đề có sẵn trên DVD không bị ảnh hưởng và vẫn có thể được lấy từ Netflix thông qua dịch vụ DVD-mail của họ.  Tuy nhiên, các bộ phim được chọn phát trên Starz tiếp tục có sẵn trên Netflix theo giấy phép từ các nhà phân phối truyền hình tương ứng của họ.
Netflix cũng đàm phán để phân phối các bộ phim hoạt hình từ Universal mà HBO từ chối mua, chẳng hạn như The Lorax, ParaNorman và Minions.
Vào ngày 23 tháng 8 năm 2012, Netflix và Công ty Weinstein đã ký hợp đồng đầu ra nhiều năm cho các bộ phim RADiUS-TWC.  Sau năm đó, vào ngày 04 tháng 12, Netflix và Disney công bố một thỏa thuận độc quyền nhiều năm cho bản quyền truyền hình thuê bao Hoa Kỳ đầu tiên chạy đến Walt Disney Studios' hoạt hình và live-action phim, trong đó đã có sẵn trên Netflix bắt đầu vào năm 2016 Tuy nhiên, các tác phẩm kinh điển như Dumbo, Alice in Wonderland và Pocahontas ngay lập tức có sẵn sau khi hoàn thành thỏa thuận.  Các bản phát hành trực tiếp trên video đã được cung cấp vào năm 2013.  Thỏa thuận với Disney kết thúc vào năm 2019, khi công ty đang chuẩn bị ra mắtmột dịch vụ phát trực tuyến mới sẽ mang tất cả các bản phát hành Walt Disney Pictures, Marvel Studios và Lucasfilm. Netflix vẫn có quyền tiếp tục phát trực tuyến loạt phim Marvel được sản xuất cho dịch vụ này.  Với sự sáp nhập của Disney-Fox, phim và truyền hình đề mục từ 20th Century Fox có khả năng sẽ làm theo phù hợp sau khi thỏa thuận của họ với Netflix hết hạn,  trừ Two Lovers và Gấu, mà Netflix có thể sẽ giữ lại quyền Mỹ trực tuyến là Fox và Netflix đã cùng mua lại quyền phân phối của Hoa Kỳ cho bộ phim.
Giám đốc điều hành của Time Warner, Jeff Bewkes vào năm 2011 đã hoan nghênh khả năng kiếm tiền từ nội dung cũ của Netflix mà trước đây không tạo ra tiền cho các công ty truyền thông.  Vào ngày 14 tháng 1 năm 2013, Netflix đã ký một thỏa thuận với Hệ thống phát thanh Turner của Time Warner và Truyền hình Warner Bros. để phân phối Cartoon Network, Warner Bros. Animation và Adult Bơi, cũng như Dallas của TNT, bắt đầu vào tháng 3 năm 2013. Quyền đối với các chương trình này, trước đây do Amazon Video nắm giữ, đã được trao cho Netflix ngay sau khi thỏa thuận của họ với Viacom phát trực tuyến Nickelodeon vàCác chương trình của Nick Jr. đã hết hạn.  Tuy nhiên, xếp hạng của Cartoon Network đã giảm 10% trong các hộ gia đình có Netflix và rất nhiều chương trình từ kênh đó và Adult Bơi đã bị xóa vào tháng 3 năm 2015.  Tuy nhiên, hầu hết các chương trình này đã được thêm vào Hulu trong Tháng 5 cùng năm.
Tại Canada, Netflix giữ bản quyền truyền hình trả tiền cho các bộ phim từ Paramount, DreamWorks Animation và 20th Century Fox (chia sẻ với The Movie Network), phân phối tất cả nội dung mới từ các hãng phim này tám tháng sau khi phát hành lần đầu. Năm 2015, công ty cũng đã mua bản quyền truyền hình trả tiền của Canada cho các bộ phim Disney.
Vào năm 2014, blogger ý kiến Felix Salmon đã viết rằng Netflix không thể "chi trả cho nội dung mà những người đăng ký muốn xem nhất".  Ông trích dẫn làm bằng chứng cho việc công ty mất quyền phát trực tuyến một số bộ phim lớn. Theo nhà báo Megan McArdle, việc mất những bộ phim này là vô cùng khó khăn đối với công ty; cụ thể, cô nói rằng "thư viện phim [của Netflix] thực sự không còn là sự thay thế tốt cho một nơi cho thuê phim hay".
Netflix cũng bắt đầu mua bản quyền phân phối cho các bộ phim của bên thứ ba vào năm 2017 vào năm 2018. Một trong những vụ mua lại đầu tiên của họ là bộ phim Nghịch lý cỏ ba lá, mà Netflix đã mua từ Paramount Pictures vào đầu năm 2018, và ra mắt trên dịch vụ của nó vào ngày 4 tháng 2 năm 2018, ngay sau khi phát sóng trailer đầu tiên của nó trong Super Bowl LII. Trong khi bộ phim bị chỉ trích gay gắt, các nhà phân tích tin rằng việc mua phim của Netflix đã giúp bộ phim mang lại lợi nhuận ngay lập tức cho Paramount so với bản phát hành sân khấu truyền thống hơn, trong khi Netflix được hưởng lợi từ tiết lộ bất ngờ.  Các bộ phim khác được Netflix mua lại bao gồm phân phối quốc tế cho Annihilation của Paramount, phân phối toàn cầu về sự tuyệt chủng của Universal, và Warner Bros. ' Mowgli: Truyền thuyết về rừng rậm.
Vào tháng 2 năm 2020, sau khi Đài truyền hình Mattel kết thúc hợp đồng phát sóng loạt phim truyền hình Anh Thomas & Friends trên kênh Nickelodeon ở Mỹ, họ đã thực hiện một thỏa thuận để phát sóng chương trình vào tháng 3 năm 2020, đây là lần đầu tiên sau nhiều năm nội dung Thomas có sẵn trên Netflix.

#### Nhà sản xuất và nhà phân phối
Những điều sau đây chỉ áp dụng cho Hoa Kỳ. Các công ty niêm yết có thể vẫn hoặc có thể không có thỏa thuận cấp phép với Netflix ở các lãnh thổ khác.

#### Hiện tại
- Aniplex America
- BBC Earth
- Phim hoạt hình
- DreamWorks Animations
- Phim trường Hasbro
- Kino International
- Mattel
- NBCUniversal
- Nikenonon
- Paramount Pictures
- Sony Pictures
- ViacomCBS
- VizMedia
- Warner Bros.

#### Chỉnh sửa cũ
- Truyền hình Fox 20th Century
- Metro-Goldwyn-Mayer
- Phim mở đường
- Disney
- Hệ thống phát sóng Turner: TBS, TNT
- Công ty Weinstein
- Thương hiệu Saban

### Trò chơi video
Vào tháng 6 năm 2018, Netflix đã công bố hợp tác với Telltale Games để chuyển các trò chơi phiêu lưu của mình sang dịch vụ ở định dạng video phát trực tuyến. Các trò chơi sẽ được điều chỉnh tương tự như các câu chuyện kể tương tác hiện có mà Netflix đã cung cấp, cho phép điều khiển đơn giản thông qua một điều khiển từ xa trên TV. Trò chơi đầu tiên như vậy, Minecraft: Story Mode, dự kiến sẽ được phát hành vào cuối năm nay và Telltale cũng nhận được quyền sản xuất một trò chơi video chuyển thể Stranger Things cho các nền tảng chơi game thông thường. Vào tháng 9 năm 2018, Telltale đã trải qua một "đóng cửa phòng thu đa số" và sa thải gần như toàn bộ nhân viên của mình ngoài một nhóm gồm 25 nhân viên, với lý do mất tiền tài trợ. Netflix tuyên bố rằng trong khi cổng Minecraft: Story Mode sẽ tiếp tục, công ty đang tìm kiếm các lựa chọn thay thế cho dự án Stranger Things.

## Hỗ trợ thiết bị
Có thể truy cập Netflix thông qua trình duyệt internet trên PC, trong khi các ứng dụng Netflix có sẵn trên nhiều nền tảng khác nhau, bao gồm đầu đĩa Blu-ray, máy tính bảng, điện thoại di động, TV thông minh, máy nghe nhạc kỹ thuật số và máy chơi game video (bao gồm Xbox One, PlayStation 4, Wii U, Xbox 360 và PlayStation 3). Các Wii và PlayStation 2 được trước đây tương thích với Netflix là tốt.
Ngoài ra, ngày càng nhiều nhà cung cấp truyền hình đa kênh, bao gồm cả dịch vụ truyền hình cáp và IPTV, cũng đã thêm các ứng dụng Netflix có thể truy cập trong các hộp giải mã của riêng họ, đôi khi có khả năng cho nội dung của nó (cùng với các dịch vụ video trực tuyến khác) vào được trình bày trong một giao diện tìm kiếm hợp nhất cùng với lập trình truyền hình tuyến tính như một giải pháp "tất cả trong một".
Truyền phát 4K yêu cầu thiết bị và màn hình tương thích 4K, cả hai đều hỗ trợ HDCP 2.2. Truyền phát 4K trên máy tính cá nhân cần có hỗ trợ phần cứng và phần mềm của giải pháp quản lý quyền kỹ thuật số Microsoft PlayReady 3.0, yêu cầu CPU, card đồ họa và môi trường phần mềm tương thích. Hiện tại, tính năng này được giới hạn ở các CPU Intel Core thế hệ thứ 7 trở lên, Windows 10, Nvidia Geforce 10 series và AMD Radeon 400 series hoặc các card đồ họa mới hơn và chạy qua trình duyệt web Microsoft Edge hoặc ứng dụng phổ biến Netflix có sẵn trên Microsoft Store.

## Bán hàng và tiếp thị
Trong quý 1 năm 2011, doanh số và cho thuê đĩa DVD  và Blu-ray đã giảm khoảng 35% và lượng bán ra của các đĩa đóng gói đã giảm 19,99% xuống còn 2,07 tỷ USD, với số tiền chi cho thuê bao nhiều hơn so với thuê tại cửa hàng. Sự sụt giảm này được cho là do sự phổ biến ngày càng tăng của Netflix và các dịch vụ phát trực tuyến khác.
Vào tháng 7 năm 2012, Netflix đã thuê Kelly Bennett - cựu Phó chủ tịch của Warner Bros. Interactive, Worldwide Marketing - để trở thành giám đốc tiếp thị mới của công ty. Điều này cũng lấp đầy một chỗ trống tại Netflix đã trống trong hơn sáu tháng khi CMO trước đó của họ Leslie Kilgore rời đi vào tháng 1 năm 2012.
Trang web của Netflix có 117,6 triệu người đăng ký vào năm 2018, với 8,3 triệu người được thêm vào trong quý IV năm 2017.  Tính đến ngày 28 tháng 1 năm 2018, trang web của Netflix được xếp hạng là trang web có giá trị thương mại đứng thứ 30 trên thế giới và trang web được truy cập nhiều thứ 9 trên thế giới và thứ 9 Hoa Kỳ.
Netflix có nguồn cấp dữ liệu Twitter, được sử dụng để tweet về các chương trình mới và sắp tới bao gồm hashtag để khuyến khích sự tham gia của khán giả không chỉ xem chương trình mà còn đóng góp cho chính hashtag.

## Mở rộng quốc tế
Xem tại đây
| 2007 | Netflix bắt đầu phát trực tuyến tại Hoa Kỳ. |
| 2010 | Công ty lần đầu tiên bắt đầu cung cấp dịch vụ phát trực tuyến ra thị trường quốc tế vào ngày 22 tháng 9 năm 2010 tại Canada.                                                                              |
| 2011 | Netflix đã mở rộng dịch vụ phát trực tuyến của mình sang Châu Mỹ Latinh, Caribbean, Belize và Guianas. |
| 2012 | Netflix bắt đầu mở rộng sang châu Âu vào năm 2012, ra mắt tại Vương quốc Anh và Ireland vào ngày 4 tháng 1. Đến ngày 18 tháng 10, nó đã mở rộng sang Đan Mạch, Phần Lan, Na Uy và Thụy Điển.              |
| 2013 | Công ty quyết định mở rộng chậm để kiểm soát chi phí thuê bao. Nó chỉ mở rộng sang Hà Lan. |
| 2014 | Netflix đã có mặt ở Áo, Bỉ, Pháp, Đức, Luxembourg và Thụy Sĩ. |
| 2015 | Netflix mở rộng sang Úc và New Zealand, Nhật Bản, Ý, Bồ Đào Nha và Tây Ban Nha. |
| 2016 | Netflix đã công bố tại Triển lãm Điện tử tiêu dùng vào tháng 1 năm 2016 rằng nó đã trở nên có sẵn trên toàn thế giới ngoại trừ Trung Quốc, Syria, Bắc Triều Tiên và lãnh thổ Crimea.                      |
| 2017 | Vào tháng 4 năm 2017, Netflix đã xác nhận họ đã đạt được thỏa thuận cấp phép tại Trung Quốc cho nội dung Netflix gốc với IQiyi, một nền tảng phát video trực tuyến của Trung Quốc thuộc sở hữu của Baidu. |

Kể từ tháng 10 năm 2019, Netflix chính thức hỗ trợ 26 ngôn ngữ cho giao diện người dùng và mục đích hỗ trợ khách hàng: tiếng Ả Rập (Tiêu chuẩn hiện đại), tiếng Trung Quốc (Đơn giản và truyền thống), Séc, Đan Mạch, Hà Lan, Anh, Phần Lan, Pháp, Đức, Hy Lạp, Tiếng Do Thái, Hungary, Indonesia, Ý, Nhật Bản, Hàn Quốc, Na Uy (Bokmål), Ba Lan, Bồ Đào Nha (Brazil và châu Âu), Rumani, Tây Ban Nha (Castilian và Mỹ Latinh), tiếng Swords, Thụy Điển, Thái Lan, Thổ Nhĩ Kỳ và Việt Nam.
Netflix đã gặp phải tranh cãi chính trị sau khi mở rộng toàn cầu và cho một số sản phẩm quốc tế của mình, bao gồm Cơ chế, Fauda và Amo.  Vào tháng 6 năm 2016, Bộ trưởng Bộ Văn hóa Nga Vladimir Medinsky đã khẳng định rằng Netflix là một phần trong âm mưu của chính phủ Hoa Kỳ nhằm tác động đến văn hóa thế giới, "vào mọi nhà, vào mọi đài truyền hình và qua truyền hình đó, vào đứng đầu mọi người trên trái đất ". Đây là một phần trong lập luận của ông về việc tăng tài trợ cho điện ảnh Nga để đưa nó chống lại sự thống trị của Hollywood.
Vào tháng 2 năm 2020, công ty đã công bố báo cáo đầu tiên về việc họ đã tuân thủ các yêu cầu gỡ bỏ nội dung được yêu cầu bởi chính phủ ở nước họ, tổng cộng 9 lần kể từ khi ra mắt:
- Tại Singapore, Netflix đã tuân thủ các yêu cầu gỡ xuống Cooking on High, The Legend of 420 và Disjointed vào năm 2018, The Last Temptation of Christ năm 2019 và The Last Hangover vào năm 2020.
- Tại Đức, Netflix đã tuân thủ yêu cầu gỡ xuống một phiên bản Night of the Living Dead năm 2017.
- Tại Việt Nam, Netflix đã tuân thủ yêu cầu gỡ xuống Full Metal Jacket vào năm 2017.
- Ở New Zealand, Netflix đã tuân thủ yêu cầu gỡ xuống bộ phim The Bridge năm 2015. Bộ phim bị coi là phản cảm bởi Văn phòng phân loại phim và văn học New Zealand.
- Tại Ả Rập Saudi, Netflix đã tuân thủ yêu cầu gỡ xuống một tập phim chỉ trích chính phủ nước này từ loạt phim Đạo luật Yêu nước với Hasan Minhaj vào năm 2019, đã thu hút sự chỉ trích trên truyền thông.

Tại Ấn Độ, Netflix cùng với đối thủ cạnh tranh địa phương Hotstar đã công bố kế hoạch vào đầu năm 2019 để áp dụng các hướng dẫn tự điều chỉnh cho nội dung được truyền phát trên nền tảng của họ trong nước nhằm tuân thủ việc thực thi luật kiểm duyệt của chính phủ.  Sê-ri Jinn của Jordan bị các thành viên của chính phủ nước này lên án vì trái với các tiêu chuẩn đạo đức của đất nước, và công tố viên cao nhất của đất nước đã tìm cách để loạt phim bị cấm phát trực tuyến.
Vào ngày 3 tháng 9 năm 2019, Netflix đã xin giấy phép để tiếp tục các dịch vụ phát trực tuyến tại Thổ Nhĩ Kỳ, theo quy tắc phát sóng mới của đất nước. Cơ quan giám sát truyền hình của Istanbul, Hội đồng Tối cao Đài Phát thanh và Truyền hình (RTÜK) đã ban hành các hướng dẫn mới, theo đó các nhà cung cấp nội dung phim trực tuyến được yêu cầu phải có giấy phép mới để hoạt động trong nước.

### Người dùng trên toàn thế giới
| Cuối năm       | khách hàng thanh toán VOD (tính bằng triệu) | khách hàng trả tiền DVD (tính bằng triệu) |
| -------------- | ------------------------------------------- | ----------------------------------------- |
| Quý 4 năm 2013 | 41,43                                       | 6,77                                      |
| Quý 4 năm 2014 | 54,48                                       | 5,67                                      |
| Quý 4 năm 2015 | 70,84                                       | 4,79                                      |
| Quý 4 năm 2016 | 89,09                                       | 4.03                                      |
| Quý 4 năm 2017 | 110,64                                      | 3,33                                      |
| Quý 4 năm 2018 | 139,26                                      | 2,71                                      |
| Quý 4 năm 2019 | 167,09                                      | 2,21                                      |

## Đối thủ cạnh tranh
Thành công của Netflix được tiếp nối bằng việc thành lập nhiều công ty cho thuê DVD khác, cả ở Hoa Kỳ và nước ngoài. Walmart bắt đầu dịch vụ cho thuê trực tuyến vào tháng 10 năm 2002 nhưng đã rời khỏi thị trường vào tháng 5 năm 2005. Tuy nhiên, Walmart sau đó đã mua dịch vụ cho thuê Vudu vào năm 2010.
Video bom tấn gia nhập thị trường trực tuyến Hoa Kỳ vào tháng 8 năm 2004, với dịch vụ đăng ký hàng tháng là 19,95 đô la Mỹ (tương đương 27 đô la vào năm 2019). Điều này gây ra một cuộc chiến giá cả; Netflix đã tăng gói ba đĩa phổ biến của mình từ 19,95 đô la Mỹ lên 21,99 đô la Mỹ ngay trước khi ra mắt Blockbuster, nhưng đến tháng 10, Netflix đã giảm phí này xuống còn 17,99 đô la Mỹ. Blockbuster đã trả lời với mức giá thấp nhất là 14,99 đô la Mỹ trong một thời gian, nhưng đến tháng 8 năm 2005, cả hai công ty đã giải quyết ở mức tương tự.  Vào ngày 22 tháng 7 năm 2007, Netflix đã giảm giá của hai gói phổ biến nhất của mình xuống 1 đô la Mỹ trong nỗ lực cạnh tranh tốt hơn với các dịch vụ chỉ dành cho trực tuyến của Blockbuster. Vào ngày 4 tháng 10 năm 2012, Dish Network đã loại bỏ kế hoạch biến Blockbuster thành đối thủ cạnh tranh của Netflix. (Dish đã mua Blockbuster, LLC vào năm 2011 và sẽ tiếp tục cấp phép thương hiệu cho các địa điểm nhượng quyền và mở dịch vụ phát video "Blockbuster theo yêu cầu" của mình.)
Năm 2005, Netflix đã trích dẫn coi Amazon.com như một đối thủ cạnh tranh tiềm năng, cho đến năm 2008, đã cung cấp dịch vụ cho thuê video trực tuyến tại Vương quốc Anh và Đức. Cánh tay này của doanh nghiệp cuối cùng đã được bán cho LoveFilm; tuy nhiên, Amazon sau đó đã mua LoveFilm vào năm 2011.  Ngoài ra, Amazon hiện phát trực tuyến phim và chương trình truyền hình thông qua Amazon Video (trước đây là Amazon Video On Request và LOVEFiLM Instant).
Redbox là một đối thủ cạnh tranh khác sử dụng cách tiếp cận kiosk: Thay vì gửi DVD, khách hàng nhận và trả lại DVD tại các ki-ốt tự phục vụ nằm ở khu vực đô thị. Vào tháng 9 năm 2012, Coinstar, chủ sở hữu của Redbox, đã công bố kế hoạch hợp tác với Verizon để ra mắt Redbox Instant của Verizon vào cuối năm 2012.  Đầu năm 2013, Redbox Instant của Verizon đã bắt đầu phát hành phiên bản beta giới hạn của dịch vụ,  được các nhà phê bình mô tả là "Không có kẻ giết Netflix"  do "trục trặc [và] lựa chọn mờ nhạt".
CuriosityStream, một dịch vụ dựa trên đăng ký, không có quảng cáo cao cấp được ra mắt vào tháng 3 năm 2015 tương tự Netflix nhưng cung cấp nội dung phi hư cấu nghiêm ngặt trong các lĩnh vực khoa học, công nghệ, văn minh và tinh thần con người, được mệnh danh là "Netflix mới cho phi hư cấu".
Hulu Plus, như Netflix và Amazon Prime Instant Video, "thỏa thuận riêng cho nội dung độc quyền và nguyên bản", yêu cầu Netflix "không chỉ tiếp tục thu hút người đăng ký mới, mà còn giữ cho những người hiện có hạnh phúc".
Netflix phần lớn tránh cung cấp các nội dung khiêu dâm, nhưng một số dịch vụ đăng ký "video người lớn" được lấy cảm hứng từ Netflix, như SugarInstant và WantedList.
Tại Úc, Netflix cạnh tranh với một số công ty phát trực tuyến địa phương, đáng chú ý nhất là các dịch vụ do địa phương Stan và Quickflix điều hành.  Ở các quốc gia Bắc Âu, Netflix cạnh tranh với Viaplay, HBO Bắc Âu và C More. Tại Đông Nam Á, Netflix cạnh tranh với HOOQ, Astro On the Go, Sky on Request, Singtel TV, HomeCable OnDemand và iflix.  Tại New Zealand, Netflix cạnh tranh với các công ty phát trực tuyến địa phương bao gồm Truyền hình New Zealand (TVNZ), Mediaworks New Zealand, Truyền hình mạng Sky, Hộp đèn, Neon và Quickflix. Tại Ý, Netflix cạnh tranh với Infinity, Now TV và TIMvision. Tại Nam Phi, Netflix cạnh tranh với Showmax. Trong khu vực MENA, Netflix cạnh tranh với icflix, Starz Play Arabia, Wavo của OSN và iflix Arabia. Ngoài ra, ở Brazil, Netflix cạnh tranh với Globoplay, một Dịch vụ phát trực tuyến của Grupo Globo và PlayPlus, dịch vụ phát trực tuyến của Recordo Record.
Tại Mexico, Televisa đã xóa nội dung của nó khỏi Netflix vào năm 2016 và chuyển nó sang dịch vụ phát trực tuyến của riêng mình Blim.
Công ty Walt Disney đã ra mắt dịch vụ phát trực tuyến của riêng họ, Disney+, vào tháng 11 năm 2019. Do đó, nội dung của Disney hiện đang được cung cấp trên Netflix đã bắt đầu được thu hồi bản quyền trong vài năm sau.

## Sự cố
Vào tháng 2 năm 2019, cảnh sát đã xông vào trụ sở Netflix ở Hollywood sau khi một người đàn ông cầm súng được báo cáo đang lang thang trong khuôn viên. Tòa nhà đã bị đóng cửa và không ai bị thương.

## Giải thưởng
Vào ngày 18 tháng 7 năm 2013, Netflix đã giành được đề cử giải thưởng Primetime Emmy đầu tiên cho các chương trình truyền hình trực tuyến gốc chỉ có tại Lễ trao giải Primetime Emmy lần thứ 65. Ba trong số loạt web của nó, Phát triển bị bắt giữ, Hemlock Grove và House of Card, đã giành được 14 đề cử kết hợp (chín cho House of Card, ba cho Bắt giữ phát triển và hai cho Hemlock Grove).  Các House of Cards tập " Chương 1 " đã nhận được bốn đề cử cho cả 65 Primetime Emmy Awards và 65 Primetime Creative Arts Awards Emmy, trở thành phim quảng cáo đầu tiên của loạt phim truyền hình nhận được đề cử giải thưởng Primetime Emmy lớn: David Fincher được đề cử ở hạng mục Đạo diễn xuất sắc cho một bộ phim truyền hình.  "Chương 1" gia nhập bắt giữ phát triển của " Flight of the Phoenix " và Hemlock Grove 's "Children of the Night" là webisodes đầu tiên kiếm được đề cử Nghệ thuật Sáng tạo giải thưởng Emmy, và với chiến thắng của mình cho nổi bật Quay phim cho một sê-ri máy ảnh đơn, "Chương 1" đã trở thành phim quảng cáo đầu tiên được trao giải Emmy.  Chiến thắng của Finch dành cho đạo diễn cho một bộ phim truyền hình đã khiến tập phim trở thành webepage đầu tiên được trao giải Emmy.
Vào ngày 12 tháng 12 năm 2013, mạng đã giành được sáu đề cử Giải Quả cầu vàng, bao gồm bốn đề cử cho House of Card.  Trong số những đề cử đó có giải thưởng Quả cầu vàng dành cho Nữ diễn viên xuất sắc nhất của Wright - Phim truyền hình dài tập với vai Claire Underwood, cô đã giành được giải thưởng Quả cầu vàng lần thứ 71 vào ngày 12 tháng 1. Với giải thưởng, Wright đã trở thành nữ diễn viên đầu tiên giành chiến thắng Quả cầu vàng cho một loạt phim truyền hình trực tuyến duy nhất. Nó cũng đánh dấu giải thưởng diễn xuất lớn đầu tiên của Netflix.  House of Card and Orange is the New Black cũng giành được giải thưởng Peabody năm 2013.
Vào ngày 10 tháng 7 năm 2014, Netflix đã nhận được 31 đề cử Emmy. Trong số các đề cử khác, House of Card nhận được đề cử cho Phim truyền hình xuất sắc, Đạo diễn xuất sắc trong một bộ phim truyền hình và Viết xuất sắc trong một bộ phim truyền hình. Kevin Spacey và Robin Wright đã được đề cử Nam diễn viên chính xuất sắc và Nữ diễn viên chính xuất sắc trong một bộ phim truyền hình. Màu cam là màu đen mớiđược đề cử ở các hạng mục hài, giành được đề cử cho Phim hài xuất sắc, Viết xuất sắc cho sê-ri hài và đạo diễn xuất sắc cho sê-ri hài. Taylor Schilling, Kate Mulgrew và Uzo Aduba lần lượt được đề cử Nữ diễn viên chính xuất sắc trong loạt phim hài, Nữ diễn viên phụ xuất sắc trong loạt phim hài và Nữ diễn viên khách mời xuất sắc trong loạt phim hài (sau này là vai diễn định kỳ của Aduba trong phần một, vì cô là được thăng hạng thường xuyên cho mùa thứ hai của chương trình).
Netflix có thị phần lớn nhất trong số các đề cử giải thưởng Emmy 2016 trong số các đối thủ cạnh tranh, với 16 đề cử lớn. Tuy nhiên, các chương trình phát trực tuyến chỉ nhận được 24 đề cử trong tổng số 139, giảm đáng kể sau cáp.  16 đề cử của Netflix là: House of Card with Kevin Spacey, A Very Murray Christmas with Bill Murray, Unbreakable Kimmy Schmidt, Master of none, và Bloodline.
Stranger Things nhận được 19 đề cử tại Lễ trao giải Primetime Emmy 2017, trong khi The Crown nhận được 13 đề cử.
Vào tháng 4 năm 2017, Netflix đã được đề cử cho Broadcaster của năm trong Giải thưởng đa dạng về truyền thông của Vương quốc Anh.
Vào tháng 12 năm 2017, Netflix đã được trao giải thưởng Công ty của năm của PETA vì quảng cáo cho các bộ phim và phim tài liệu về quyền động vật như Fork Over Dao và What the Health.
Tại lễ trao giải Oscar lần thứ 90, được tổ chức vào ngày 4 tháng 3 năm 2018, Netflix đã giành giải Oscar cho Phim tài liệu hay nhất cho bộ phim Icarus. Trong phần phát biểu của mình ở hậu trường, đạo diễn kiêm nhà văn Bryan Fogel đã nhận xét rằng Netflix đã "một mình thay đổi thế giới phim tài liệu". Icarus đã có buổi ra mắt tại Liên hoan phim Sundance 2017 và được Netflix mua lại với giá 5 triệu đô la, một trong những thương vụ lớn nhất từ trước đến nay cho một bộ phim phi hư cấu.
Netflix đã trở thành mạng đề cử nhất tại 2018 Primetime và Nghệ thuật Sáng tạo Emmy Awards với 112 đề cử, do đó phá vỡ HBO 17-năm kỷ lục 's như hầu hết các đề cử mạng tại giải Emmy, người nhận được 108 đề cử.
Vào ngày 22 tháng 1 năm 2019, Netflix đã ghi được 15 đề cử cho Giải thưởng Hàn lâm lần thứ 91, bao gồm Phim hay nhất cho Alfonso Cuarón 's s Roma, được đề cử 10 giải.  15 đề cử bằng tổng số đề cử mà Netflix đã nhận được trong những năm trước. Sự hiện diện ngày càng tăng của nó trong Giải thưởng Học viện đã khiến các nhà làm phim như Steven Spielberg lên tiếng chống lại việc đề cử nội dung phát trực tuyến. Như một giải pháp khả thi, Netflix đang trong quá trình mua Nhà hát Ai Cập của Grauman để tổ chức các sự kiện và trình chiếu các bộ phim và loạt phim của mình. Tuy nhiên, không có kế hoạch tung ra các bản phát hành sân khấu đầy đủ ở đó.

## Tài chính và doanh thu

### Năm 2010
Trong năm 2010, giá cổ phiếu của Netflix đã tăng 219% lên 175,70 đô la và đã thêm tám triệu người đăng ký, nâng tổng số của nó lên 20 triệu. Doanh thu tăng 29% lên 2,16 tỷ USD và thu nhập ròng tăng 39% lên 161 triệu USD.

### năm 2011
Vào tháng 4 năm 2011, Netflix dự kiến sẽ kiếm được 1,07 đô la một cổ phiếu trong quý đầu tiên của năm 2011 với doanh thu 705,7 triệu đô la, một mức tăng rất lớn so với lợi nhuận 59 năm trước của doanh thu 493,7 triệu đô la, theo khảo sát của 25 nhà phân tích thăm dò ý kiến của Fact set Research.
Vào thời kỳ đỉnh cao, vào tháng 7 năm 2011, cổ phiếu Netflix được giao dịch với giá $ 299. Sau sự không hài lòng của khách hàng và dẫn đến mất thuê bao sau thông báo của CEO Hastings rằng việc cho thuê phát trực tuyến và DVD sẽ được tính phí riêng, dẫn đến giá cao hơn cho những khách hàng muốn cả hai (vào ngày 1 tháng 9) và việc cho thuê DVD sẽ bị tách ra là công ty con Qwikster (vào ngày 18 tháng 9), giá cổ phiếu giảm mạnh, xuống khoảng 130 đô la.  Tuy nhiên, vào ngày 10 tháng 10 năm 2011, kế hoạch chia tách công ty đã bị hủy bỏ. Lý do là "hai trang web sẽ khiến mọi thứ trở nên khó khăn hơn", ông tuyên bố trên blog Netflix. Vào ngày 22 tháng 11, cổ phiếu của Netflix đã sụt giảm, khi giá cổ phiếu giảm tới 7%. Đến tháng 12 năm 2011, do hậu quả của quyết định tăng giá, Netflix đã mất hơn 75% tổng giá trị từ mùa hè.  Mô tả mô hình kinh doanh của họ là "hỏng", Wedbush đã hạ xếp hạng cổ phiếu của Netflix xuống mức "kém hơn", tương đương với doanh số.

### Năm 2014
Vào tháng 5 năm 2014, Netflix đã tăng phí cho các thuê bao ở Anh thêm 1 bảng.  Việc tăng giá có hiệu lực ngay lập tức đối với các thuê bao mới, nhưng sẽ bị trì hoãn trong hai năm đối với các thành viên hiện tại. Netflix đã áp dụng mức tăng tương tự ở Hoa Kỳ (tăng $ 1) và Eurozone (tăng € 1). Theo Forbes,  "Netflix có thể tăng thêm khoảng 500 triệu đô la doanh thu gia tăng hàng năm chỉ riêng ở Mỹ vào năm 2017 với động thái này" và "khoảng 200 đô la 250 triệu doanh thu tăng từ thay đổi giá trên thị trường quốc tế". Tuy nhiên, Felix Salmon của Reuters rất quan trọng về tương lai tài chính của Netflix, lưu ý rằng "bất cứ khi nào Netflix xây dựng biên lợi nhuận,

### năm 2016
Vào tháng 4 năm 2016, Netflix tuyên bố sẽ chấm dứt tỷ lệ khách hàng thân thiết ở một số quốc gia nhất định đối với những người đăng ký liên tục đăng ký trước khi giá tăng.  Netflix đã chi khoảng 5 tỷ đô la cho nội dung gốc vào năm 2016;  điều này so với doanh thu năm 2015 là 6,77 tỷ USD (2015).

## Chỉ trích

### Mô hình phân phối phim
Mô hình phân phối của Netflix cho các bộ phim gốc đã dẫn đến xung đột với ngành công nghiệp phim cũ. Một số rạp chiếu phim đã từ chối chiếu các bộ phim được phân phối bởi Netflix (chủ yếu để đảm bảo đủ điều kiện nhận giải thưởng), vì nó bất chấp cửa sổ phát hành ba tháng tiêu chuẩn và phát hành chúng đồng thời trên nền tảng phát trực tuyến của nó (mặc dù Roma đã được phát hành ba tuần trước đang được thêm vào dịch vụ phát trực tuyến). Steven Spielberg, giám đốc của Viện Hàn lâm Khoa học và Nghệ thuật Điện ảnh (AMPAS), đã chỉ trích mô hình phát trực tuyến về "cộng đồng", trải nghiệm điện ảnh, nhưng sau đó đã làm rõ quan điểm của mình bằng cách cho rằng người xem nên có quyền truy cập vào "những câu chuyện tuyệt vời" và có thể "tìm thấy sự giải trí của họ dưới mọi hình thức hoặc thời trang phù hợp với họ".  Vào tháng 4 năm 2019, AMPAS đã bỏ phiếu chống lại khả năng thay đổi tiêu chí đủ điều kiện của Giải thưởng Học viện để giải thích cho các dịch vụ phát trực tuyến như Netflix, mặc dù chủ tịch của AMPAS John Bailey đã tuyên bố rằng tổ chức này sẽ " nghiên cứu thêm về những thay đổi sâu sắc xảy ra trong ngành công nghiệp của chúng tôi ".
Năm 2018, Netflix đã rút khỏi Liên hoan phim Cannes, để đáp ứng các quy tắc mới yêu cầu các bộ phim cạnh tranh phải được phát hành tại các rạp chiếu phim Pháp. Buổi chiếu ra mắt tại Cannes năm 2017 của Okja đã gây tranh cãi, và dẫn đến các cuộc thảo luận về sự phù hợp của các bộ phim với các bản phát hành kỹ thuật số đồng thời được trình chiếu tại một sự kiện giới thiệu bộ phim sân khấu; thành viên khán giả cũng la ó với tấm phù phiếm Netflix tại buổi chiếu. Các nỗ lực đàm phán của Netflix cho phép phát hành giới hạn ở Pháp đã bị giới hạn bởi các nhà tổ chức, cũng như luật ngoại lệ văn hóa Pháp, nơi các bộ phim được chiếu ở sân khấu bị cấm cung cấp hợp pháp qua các dịch vụ theo yêu cầu cho đến ít nhất 36 tháng sau khi phát hành.
Bắt đầu tại Liên hoan phim quốc tế Toronto 2019, các bộ phim hiện có thể bị hạn chế chiếu tại Nhà hát Scotiabank Toronto, một trong những địa điểm chính của liên hoan và được chiếu ở nơi khác (như TIFF Bell Lightbox và các rạp chiếu phim địa phương khác) nếu được phân phối bởi một dịch vụ như Netflix. Các nhà tổ chức tuyên bố rằng sự hạn chế này là do chính sách được thực thi bởi chủ sở hữu và nhà điều hành của cơ sở, Cineplex Entertainment, yêu cầu tuân thủ các cửa sổ sân khấu 3 tháng.

### Nội dung và quan hệ đối tác
Các sản phẩm Netflix cá nhân cũng phải đối mặt với tranh cãi về nội dung của họ. Các nhà phê bình cho rằng 13 lý do tại sao tôn vinh các vấn đề sức khỏe tâm thần như tự tử, trầm cảm và căng thẳng sau chấn thương.  Năm 2018, Netflix bị chỉ trích vì sử dụng cảnh quay cổ phiếu từ thảm họa đường sắt Lac-Mégantic năm 2013 trong Bird Box and Traveller. Các cảnh quay sau đó đã được thay thế.  Vào tháng 1 năm 2019, Netflix đã kiểm duyệt một tập Đạo luật Yêu nước với Hasan Minhaj ở Ả Rập Saudi sau khi có yêu cầu của Ủy ban Công nghệ Thông tin và Truyền thông, trích dẫn tài liệu quan trọng của đất nước (như Mohammad bin Salman và chiến dịch quân sự do Saudi dẫn đầu ở Yemen).
Thông báo rằng công ty Goop của Gwyneth Paltrow đã hợp tác với Netflix đã dẫn đến những lời chỉ trích, lưu ý rằng công ty thường xuyên bị chỉ trích vì đưa ra những tuyên bố không có căn cứ về hiệu quả của các phương pháp điều trị sức khỏe và sản phẩm mà nó quảng bá. Nhiều nhà phê bình cho rằng việc cấp quyền truy cập Goop cho nền tảng của Netflix là "chiến thắng cho giả khoa học ".

### Khả năng truy cập
Năm 2011, Netflix đã bị Hiệp hội người khiếm thính quốc gia Hoa Kỳ kiện vì không cung cấp chú thích cho người điếc hoặc khiếm thính về tất cả nội dung của nó, trích dẫn Đạo luật người Mỹ khuyết tật. Netflix sau đó đã đồng ý với một thỏa thuận giải quyết, nơi họ sẽ chú thích toàn bộ thư viện vào năm 2014 và vào năm 2016, có phụ đề cho nội dung mới trong vòng bảy ngày kể từ ngày phát hành.  Trong một quyết định chưa được công bố năm 2015, Tòa phúc thẩm vòng thứ chín phán quyết rằng ADA không áp dụng cho Netflix trong trường hợp này, vì nó "không được kết nối với bất kỳ địa điểm thực tế, thực tế nào". Netflix đã tiếp tục phải đối mặt với sự chỉ trích từ những người ủng hộ quyền khuyết tật về chất lượng của chú thích trên một số nội dung của nó.

### Khiếu nại con số người xem
Netflix đã được một số tổ chức truyền thông và các đối thủ cạnh tranh kêu gọi vì hiếm khi và chọn lọc phát hành xếp hạng và số người xem. Một ví dụ đáng chú ý của điều này liên quan đến bộ phim Bird Box. Một tuần sau khi phát hành, Netflix tuyên bố rằng họ có kỷ lục xem bảy ngày lớn nhất về bất kỳ bộ phim gốc nào của mình với hơn 45 triệu người xem, nhưng không cung cấp dữ liệu để xác thực.  Cũng không thể so sánh chính xác thành công kéo dài một tuần của nó với một sự kiện văn hóa lớn như Super Bowl hay Academy Awards hoặc với một bộ phim bom tấn.  Vào tháng 6 năm 2019, Netflix tuyên bố rằng 30.869.863 tài khoản đã xem Adam Sandler - vàJennifer Aniston đóng vai chính trong bộ phim gốc Murder Mystery của Netflix, mặc dù nó bị chỉ trích gay gắt, khiến nó trở thành "cuối tuần mở màn" lớn nhất cho một bộ phim gốc của Netflix. Nếu bộ phim được ra rạp, nó sẽ kiếm được tương đương 556 triệu đô la dựa trên giá vé 9 đô la. Các nhà phê bình nghi ngờ rằng số người này sẽ xem bộ phim vì cho rằng nó sẽ khiến bộ phim trở nên nổi tiếng hơn cả tập cuối của Game of Thrones.
Trong quý IV năm 2019, Netflix đã thay đổi phương thức được sử dụng để ước tính người xem cho một chương trình. Trước đó, Netflix đã tính người xem hướng tới lượng người xem nếu họ xem 70% chương trình; với thay đổi mới, người xem chỉ cần xem hai phút của chương trình để đếm. Netflix tuyên bố số liệu hai phút chỉ ra rằng người xem đã chọn xem chương trình và do đó được tính vào lượng người xem. Điều này cũng loại bỏ các yếu tố như độ dài của tác phẩm, do đó cả tác phẩm ngắn và dài sẽ được đối xử như nhau. Trong một tuyên bố với các cổ đông, Netflix ước tính tỷ lệ người xem tăng trung bình 35%. Số liệu mới này bị chỉ trích vì các nhà bình luận cảm thấy hai phút là quá ít so với bất kỳ chương trình nào để thu hút người xem, và thay vào đó, động thái của Netflix là tăng lượng người xem một cách giả tạo để đặt số lượng của họ ngang với mạng truyền hình và bán vé xem phim để so sánh lượng người xem của The Witcher với Game of Thrones của HBO.

### Tránh thuế
Theo một bài đăng trên blog của Viện Chính sách Thuế và Kinh tế, Netflix đã báo cáo lợi nhuận lớn nhất từ trước đến nay tại Mỹ vào năm 2018, nhưng không trả gì cho thuế liên bang hoặc tiểu bang. Giải thích là luật Thuế của Hoa Kỳ cho phép các công ty yêu cầu tín dụng thuế đối với thu nhập nước ngoài và do đó tránh đánh thuế hai lần. Thượng nghị sĩ Hoa Kỳ Bernie Sanders đã chỉ trích Netflix về điều này cả trên Twitter  và tại một sự kiện ở tòa thị chính Fox News vào ngày 15 tháng 4 năm 2019.  Một phát ngôn viên của Netflix đã giải quyết các khiếu nại như "không chính xác", nhưng không bằng chứng đã được cung cấp rằng Netflix đã trả bất kỳ khoản thuế nào của tiểu bang hoặc liên bang.
Các cáo buộc trốn thuế cũng đang được điều tra bởi các công tố viên Ý. Mặc dù Netflix không có trụ sở tại Ý, nhưng công tố tuyên bố rằng cơ sở hạ tầng kỹ thuật số như máy chủ và dây cáp tương đương với sự hiện diện vật lý ở quốc gia này.

## Hiệu ứng và di sản
Sự nổi lên của Netflix đã ảnh hưởng đến cách khán giả xem nội dung truyền hình. CPO Neil Hunt của Netflix chỉ ra rằng Internet cho phép người dùng tự do xem các chương trình theo ý muốn của riêng họ, vì vậy một tập phim không cần người dựng phim để trêu chọc khán giả để tiếp tục điều chỉnh trong tuần này qua tuần khác vì họ có thể tiếp tục vào tập tiếp theo. Netflix đã cho phép những người tạo nội dung đi chệch khỏi các định dạng truyền thống buộc phải tuân theo các khung thời gian 30 phút hoặc 60 phút mỗi tuần một lần, điều này tuyên bố mang lại cho họ lợi thế hơn các mạng. Mô hình của họ cung cấp một nền tảng cho phép thay đổi thời gian chạy mỗi tập dựa trên cốt truyện, loại bỏ nhu cầu tóm tắt từ tuần này sang tuần khác và không có khái niệm cố định về yếu tố cấu thành "mùa". Tính linh hoạt này cũng cho phép Netflix nuôi dưỡng một chương trình cho đến khi tìm thấy khán giả của mình, không giống như các mạng truyền thống sẽ nhanh chóng hủy chương trình nếu không thể duy trì xếp hạng ổn định.
Netflix đã đi lạc từ việc sản xuất truyền thống cần thiết một tập phim thử nghiệm để thiết lập các nhân vật và tạo ra các vách đá tùy ý để chứng minh với mạng rằng khái niệm của chương trình sẽ thành công. Kevin Spacey đã phát biểu tại Liên hoan Truyền hình Quốc tế Edinburgh về cách thức mô hình Netflix mới có hiệu quả để sản xuất House of Card: "Netflix là công ty duy nhất nói: 'Chúng tôi tin tưởng vào bạn. Chúng tôi đã chạy dữ liệu của chúng tôi và nó cho chúng tôi biết khán giả của chúng tôi sẽ xem loạt phim này.'" Các mạng truyền thống không sẵn sàng mạo hiểm hàng triệu đô la trên các chương trình mà không xem lần đầu một phi công, nhưng Spacey chỉ ra rằng 113 phi công đã được thực hiện vào năm 2012; 35 người trong số họ đã được chọn để lên sóng, 13 người được đổi mới và hầu hết đã biến mất. Tổng chi phí của việc này là khoảng từ 300 triệu đến 400 triệu đô la, điều này khiến cho thỏa thuận của Netflix cho House of Card cực kỳ hiệu quả, theo Spacey.  Phí đăng ký của Netflix cũng loại bỏ nhu cầu quảng cáo, vì vậy họ không cần phải xoa dịu các nhà quảng cáo để tài trợ cho nội dung gốc của họ, một mô hình tương tự như các dịch vụ truyền hình trả tiền như HBO và Showtime.
Mô hình Netflix cũng đã ảnh hưởng đến kỳ vọng của người xem. Theo một khảo sát năm 2013 của Nielsen, hơn 60% người Mỹ nói rằng họ xem các chương trình đồng hồ, và gần 8 trong số 10 người Mỹ đã sử dụng công nghệ để xem các chương trình yêu thích của họ theo lịch trình riêng.  Netflix đã tiếp tục phát hành nội dung gốc của mình bằng cách cung cấp toàn bộ phần phim cùng một lúc, thừa nhận thay đổi thói quen của người xem. Điều này cho phép khán giả xem các tập phim vào thời điểm họ chọn thay vì chỉ xem một tập một tuần vào thời gian dự kiến cụ thể; điều này mang lại hiệu quả cho người đăng ký tự do và kiểm soát thời điểm xem tập tiếp theo với tốc độ của riêng họ.